# Europees kampioenschap voetbal vrouwen 2017 (kwalificatie)
Tijdens de kwalificatie voor het Europees kampioenschap voetbal vrouwen 2017 probeerden 46 Europese landenteams zich te kwalificeren  voor het eindtoernooi dat in Nederland werd gehouden. Er waren in totaal 15 plekken te vergeven. Gastland Nederland was automatisch geplaatst. Andorra maakte haar debuut op een internationaal toernooi.

## Loting
De ranking van de landen tijdens de loting werd op de volgende wijze berekend:
- Wereldkampioenschap voetbal vrouwen 2011: eindtoernooi en kwalificatiewedstrijden (20%)
- Europees kampioenschap voetbal vrouwen 2013: eindtoernooi en kwalificatiewedstrijden (40%)
- Kwalificatiewedstrijden voor het Wereldkampioenschap voetbal vrouwen 2015 (40%)

De 38 hoogst gerangschikte landen speelden in de kwalificatieronde, terwijl de acht laagst geklasseerde landen in de voorronde speelden. De coëfficiëntenrangschikking werd ook gebruikt bij de loting van de kwalificatieronde.
| Land      | Coëff  | Pos |
| --------- | ------ | --- |
| Nederland | 34,486 | 8   |

| Land      | Coëff  | Pos |
| --------- | ------ | --- |
| Duitsland | 43,665 | 1   |
| Frankrijk | 42,552 | 2   |
| Zweden    | 42,433 | 3   |
| Noorwegen | 39,315 | 4   |
| Engeland  | 38,133 | 5   |
| Italië    | 36,666 | 6   |
| Spanje    | 35,941 | 7   |
| IJsland   | 32,778 | 9   |

| Land        | Coëff  | Pos |
| ----------- | ------ | --- |
| Rusland     | 32,712 | 10  |
| Denemarken  | 32,615 | 11  |
| Finland     | 32,605 | 12  |
| Zwitserland | 32,558 | 13  |
| Schotland   | 31,264 | 14  |
| Oostenrijk  | 29,847 | 15  |
| Oekraïne    | 29,064 | 16  |
| België      | 28,825 | 17  |

| Land        | Coëff  | Pos |
| ----------- | ------ | --- |
| Polen       | 27,555 | 18  |
| Tsjechië    | 25,750 | 19  |
| Wales       | 25,070 | 20  |
| Ierland     | 24,581 | 21  |
| Roemenië    | 22,954 | 22  |
| Hongarije   | 22,434 | 23  |
| Servië      | 21,747 | 24  |
| Wit-Rusland | 21,634 | 25  |

| Land                  | Coëff  | Pos |
| --------------------- | ------ | --- |
| Portugal              | 20,925 | 26  |
| Noord-Ierland         | 18,141 | 27  |
| Slowakije             | 17,691 | 28  |
| Bosnië en Herzegovina | 16,806 | 29  |
| Turkije               | 15,528 | 30  |
| Israël                | 14,841 | 31  |
| Slovenië              | 14,736 | 32  |
| Griekenland           | 14,219 | 33  |

| Land       | Coëff  | Pos |
| ---------- | ------ | --- |
| Estland    | 13,281 | 34  |
| Kroatië    | 13,111 | 35  |
| Kazachstan | 12,591 | 36  |
| Albanië    | 9,991  | 38  |
| Macedonië  | 8,032  | 40  |
| Montenegro | 7,443  | 41  |

| \| Land \| Coëff \| Pos \| \| ------------ \| ----- \| --- \| \| Faeröer \| 7,357 \| 42 \| \| Malta (G) \| 6,723 \| 44 \| \| Georgië \| 6,063 \| 45 \| \| Litouwen \| 4,585 \| 46 \| \| Letland \| 4,042 \| 47 \| \| Luxemburg \| 3,918 \| 48 \| \| Andorra \| — \| — \| \| Moldavië (G) \| — \| — \| |       |     |
| Land | Coëff | Pos |
| Faeröer | 7,357 | 42  |
| Malta (G) | 6,723 | 44  |
| Georgië | 6,063 | 45  |
| Litouwen | 4,585 | 46  |
| Letland | 4,042 | 47  |
| Luxemburg | 3,918 | 48  |
| Andorra | —     | —   |
| Moldavië (G) | —     | —   |

Opmerkingen
- (G) Gastlanden in de voorronde.
- Vetgedrukte landen plaatsten zich voor het eindtoernooi.

| Land          | Coëff  | Pos |
| ------------- | ------ | --- |
| Azerbeidzjan  | 11,375 | 37  |
| Bulgarije     | 9,960  | 39  |
| Armenië       | 7,275  | 43  |
| Cyprus        | —      | —   |
| Gibraltar     | —      | —   |
| Liechtenstein | —      | —   |
| San Marino    | —      | —   |

## Speeldata
| Fase              | Data                          |
| ----------------- | ----------------------------- |
| Voorronde         | 4–9 april 2015                |
| Kwalificatieronde | 14–22 september 2015          |
| Kwalificatieronde | 19–27 oktober 2015            |
| Kwalificatieronde | 23 november – 1 december 2015 |
| Kwalificatieronde | 18–26 januari 2016            |
| Kwalificatieronde | 29 februari – 9 maart 2016    |
| Kwalificatieronde | 4–12 april 2016               |
| Kwalificatieronde | 30 mei – 7 juni 2016          |
| Kwalificatieronde | 12–20 september 2016          |
| Play-offs         | 17–25 oktober 2016            |

## Geplaatste teams
| Land        | Gekwalificeerd als | Datum kwalificatie | Voorgaande deelnames                                            |
| ----------- | ------------------ | ------------------ | --------------------------------------------------------------- |
| Nederland   | Gastland           | 4 december 2014    | 2 (2009, 2013)                                                  |
| Frankrijk   | Winnaar groep 3    | 11 april 2016      | 5 (1997, 2001, 2005, 2009, 2013)                                |
| Duitsland   | Winnaar groep 5    | 12 april 2016      | 9 (1989, 1991, 1993, 1995, 1997, 2001, 2005, 2009, 2013)        |
| Zwitserland | Winnaar groep 6    | 4 juni 2016        | 0                                                               |
| Engeland    | Winnaar groep 7    | 7 juni 2016        | 9 (1984, 1987, 1991, 1993, 1995, 2001, 2005, 2009, 2013)        |
| Noorwegen   | Winnaar groep 8    | 7 juni 2016        | 10 (1987, 1989, 1991, 1993, 1995, 1997, 2001, 2005, 2009, 2013) |
| Spanje      | Winnaar groep 2    | 7 juni 2016        | 2 (1997, 2013)                                                  |
| Zweden      | Winnaar groep 4    | 15 september 2016  | 9 (1984, 1987, 1989, 1995, 1997, 2001, 2005, 2009 , 2013)       |
| IJsland     | Winnaar groep 1    | 16 september 2016  | 2 (2009, 2013)                                                  |
| Schotland   | Tweede groep 1     | 16 september 2016  | 0                                                               |
| België      | Tweede groep 7     | 16 september 2016  | 0                                                               |
| Oostenrijk  | Tweede groep 8     | 20 september 2016  | 0                                                               |
| Denemarken  | Tweede groep 4     | 20 september 2016  | 10 (1984, 1989, 1991, 1993, 1995, 1997, 2001, 2005, 2009, 2013) |
| Italië      | Tweede groep 6     | 20 september 2016  | 10 (1984, 1987, 1989, 1991, 1993, 1997, 2001, 2005, 2009, 2013) |
| Rusland     | Tweede groep 5     | 20 september 2016  | 6 (1993, 1995, 1997, 2001, 2009, 2013)                          |
| Portugal    | Winnaar play-off   | 25 oktober 2016    | 0                                                               |

Vet geeft winnaar van dat jaar weer, schuin geeft gastland(en) voor dat jaar weer.

## Voorronde
In de eerste ronde, de voorronde, speelden de acht laagst geklasseerde landen op de UEFA-coëfficiëntenlijst mee. De loting voor deze ronde vond op 19 januari 2015 om 13.45 (UTC+1) plaats op het UEFA-hoofdkantoor in Nyon, Zwitserland. De landen werden verdeeld over twee potten, in pot 1 zaten de gastlanden Malta en Moldavië en in pot 2 zaten de overige landen Andorra, Faeröer, Georgië, Letland, Litouwen en Luxemburg. Elke groep bevatte één land uit pot 1 en drie landen uit pot 2. De groepswinnaars plaatsten zich voor de volgende ronde.

### Groep 1
Alle wedstrijden in deze groep werden in Moldavië gespeeld.
| Pos | Team         | Wed | W | G | V | Ptn | DV | DT | +/− | Kwalificatie                   |       | Vlag van Moldavië | Vlag van Letland | Vlag van Litouwen | Vlag van Luxemburg |
| --- | ------------ | --- | - | - | - | --- | -- | -- | --- | ------------------------------ | ----- | ----------------- | ---------------- | ----------------- | ------------------ |
| 1   | Moldavië (G) | 3   | 2 | 0 | 1 | 6   | 5  | 1  | +4  | Door naar de kwalificatieronde |       | —                 | 0 – 1            | 2–0               | —                  |
| 2   | Letland      | 3   | 1 | 1 | 1 | 4   | 5  | 5  | 0   |                                |       | —                 | —                | 1 – 1             | —                  |
| 3   | Litouwen     | 3   | 1 | 1 | 1 | 4   | 3  | 3  | 0   |                                | —     | —                 | —                | 2 – 0             |                    |
| 4   | Luxemburg    | 3   | 1 | 0 | 2 | 3   | 4  | 8  | −4  |                                | 0 – 3 | 4 – 3             | —                | —                 |                    |

|                            |                                                     |         |                                      |                                                                    |
| 4 april 2015 12.00 (UTC+3) | Luxemburg                                           | 4 – 3   | Letland                              | CSR Orhei, Orhei Toeschouwers: 35 Scheidsrechter: Simona Ghisletta |
| 4 april 2015 12.00 (UTC+3) | Bidermane 44' (e.d.) Birkel 60' Thompson 69', 90+5' | Verslag | 17' Voitāne 57' Fedotova 72' Vāciete | CSR Orhei, Orhei Toeschouwers: 35 Scheidsrechter: Simona Ghisletta |

|                            |                          |         |          |                                                                                |
| 4 april 2015 16.00 (UTC+3) | Moldavië                 | 2 – 0   | Litouwen | Stadionul CPSM, Vadul lui Vodă Toeschouwers: 400 Scheidsrechter: Sabine Bonnin |
| 4 april 2015 16.00 (UTC+3) | Chiper 68' Porojniuc 85' | Verslag |          | Stadionul CPSM, Vadul lui Vodă Toeschouwers: 400 Scheidsrechter: Sabine Bonnin |

|                            |                               |         |           |                                                                    |
| 6 april 2015 12.00 (UTC+3) | Litouwen                      | 2 – 0   | Luxemburg | CSR Orhei, Orhei Toeschouwers: 41 Scheidsrechter: Simona Ghisletta |
| 6 april 2015 12.00 (UTC+3) | Vanagaitė 16' Imanalijeva 86' | Verslag |           | CSR Orhei, Orhei Toeschouwers: 41 Scheidsrechter: Simona Ghisletta |

|                            |          |         |                              |                                                                                     |
| 6 april 2015 16.00 (UTC+3) | Moldavië | 0 – 1   | Letland                      | Stadionul CPSM, Vadul lui Vodă Toeschouwers: 250 Scheidsrechter: Gordana Kuzmanović |
| 6 april 2015 16.00 (UTC+3) |          | Verslag | 26' Vāciete 28', 90' Voitāne | Stadionul CPSM, Vadul lui Vodă Toeschouwers: 250 Scheidsrechter: Gordana Kuzmanović |

|                            |           |         |                            |                                                                                |
| 9 april 2015 15.00 (UTC+3) | Luxemburg | 0 – 3   | Moldavië                   | Stadionul CPSM, Vadul lui Vodă Toeschouwers: 200 Scheidsrechter: Sabine Bonnin |
| 9 april 2015 15.00 (UTC+3) |           | Verslag | 13', 86' Chiper 87' Andone | Stadionul CPSM, Vadul lui Vodă Toeschouwers: 200 Scheidsrechter: Sabine Bonnin |

|                            |             |         |                 |                                                                      |
| 9 april 2015 15.00 (UTC+3) | Letland     | 1 – 1   | Litouwen        | CSR Orhei, Orhei Toeschouwers: 60 Scheidsrechter: Gordana Kuzmanović |
| 9 april 2015 15.00 (UTC+3) | Vāciete 70' | Verslag | 38' Imanalijeva | CSR Orhei, Orhei Toeschouwers: 60 Scheidsrechter: Gordana Kuzmanović |

### Groep 2
Alle wedstrijden in deze groep werden in Malta gespeeld.
| Pos | Team      | Wed | W | G | V | Ptn | DV | DT | +/− | Kwalificatie                   |       | Vlag van Georgië | Vlag van Faeröer | Vlag van Malta | Vlag van Andorra |
| --- | --------- | --- | - | - | - | --- | -- | -- | --- | ------------------------------ | ----- | ---------------- | ---------------- | -------------- | ---------------- |
| 1   | Georgië   | 3   | 2 | 0 | 1 | 6   | 10 | 2  | +8  | Door naar de kwalificatieronde |       | —                | 2 – 0            | 1 – 2          | —                |
| 2   | Faeröer   | 3   | 2 | 0 | 1 | 6   | 12 | 4  | +8  |                                |       | —                | —                | —              | 8 – 0            |
| 3   | Malta (G) | 3   | 2 | 0 | 1 | 6   | 9  | 8  | +1  |                                | —     | 2 – 4            | —                | —              |                  |
| 4   | Andorra   | 3   | 0 | 0 | 3 | 0   | 3  | 20 | −17 |                                | 0 – 7 | —                | 3 – 5            | —              |                  |

1. 1 2 3  Gerangschikt op onderling resultaat: (Georgië: 3 ptn, +1 DS; Faroër: 3ptn, 0 DS; Malta: 3 ptn, −1 DS).

|                            |                                |         |         |                                                                                              |
| 4 april 2015 11.00 (UTC+2) | Georgië                        | 2 – 0   | Faeröer | Victor Tedescostadion, Ħamrun Toeschouwers: 30 Scheidsrechter: Joelia Medvedeva-Keldjoesjeva |
| 4 april 2015 11.00 (UTC+2) | Matveeva 22' Tsjitsjinadze 89' | Verslag |         | Victor Tedescostadion, Ħamrun Toeschouwers: 30 Scheidsrechter: Joelia Medvedeva-Keldjoesjeva |

|                            |                                        |         |                                                  |                                                                             |
| 4 april 2015 14.15 (UTC+2) | Andorra                                | 3 – 5   | Malta                                            | Victor Tedescostadion, Ħamrun Toeschouwers: 210 Scheidsrechter: Paula Brady |
| 4 april 2015 14.15 (UTC+2) | López 3' Gonçalves 57' Fernández 90+3' | Verslag | 5', 21' Cuschieri 24', 51' Theuma 45+2' Carabott | Victor Tedescostadion, Ħamrun Toeschouwers: 210 Scheidsrechter: Paula Brady |

|                            |                                                                                               |         |           |                                                                            |
| 6 april 2015 11.00 (UTC+2) | Faeröer                                                                                       | 8 – 0   | Andorra   | Victor Tedescostadion, Ħamrun Toeschouwers: 20 Scheidsrechter: Paula Brady |
| 6 april 2015 11.00 (UTC+2) | Andreasen 20' (pen.), 45+1', 83' (pen.), 90+2' H. Sevdal 49', 62' F. Danielsen 69' Arge 90+3' | Verslag | 16' Nieto | Victor Tedescostadion, Ħamrun Toeschouwers: 20 Scheidsrechter: Paula Brady |

|                            |                          |         |                         |                                                                              |
| 6 april 2015 14.15 (UTC+2) | Georgië                  | 1 – 2   | Malta                   | Victor Tedescostadion, Ħamrun Toeschouwers: 210 Scheidsrechter: Dilan Gökçek |
| 6 april 2015 14.15 (UTC+2) | Tsjitsjinadze 55' (pen.) | Verslag | 47' Carabott 90' Theuma | Victor Tedescostadion, Ħamrun Toeschouwers: 210 Scheidsrechter: Dilan Gökçek |

|                            |         |         |                                                                       |                                                                                          |
| 9 april 2015 11.00 (UTC+2) | Andorra | 0 – 7   | Georgië                                                               | Ta' Qalistadion, Ta' Qali Toeschouwers: 35 Scheidsrechter: Joelia Medvedeva-Keldjoesjeva |
| 9 april 2015 11.00 (UTC+2) |         | Verslag | 3', 6' Matveeva 25' Tsjitsjinadze 26', 69' (pen.), 83', 85' Ttsjkonia | Ta' Qalistadion, Ta' Qali Toeschouwers: 35 Scheidsrechter: Joelia Medvedeva-Keldjoesjeva |

|                            |                          |         |                                               |                                                                              |
| 9 april 2015 11.00 (UTC+2) | Malta                    | 2 – 4   | Faeröer                                       | Victor Tedescostadion, Ħamrun Toeschouwers: 340 Scheidsrechter: Dilan Gökçek |
| 9 april 2015 11.00 (UTC+2) | Carabott 39' M. Borg 49' | Verslag | 13' Andreasen 15' Simonsen 53', 90' H. Sevdal | Victor Tedescostadion, Ħamrun Toeschouwers: 340 Scheidsrechter: Dilan Gökçek |

## Kwalificatieronde
De loting voor de kwalificatieronde vond op 20 april 2015 om 14.00 (UTC+2) plaats op het UEFA-hoofdkantoor in Nyon, Zwitserland. De landen werden ingedeeld op basis van hun coëfficiëntenrangschikking. In elke groep zat één land uit pot A t/m E. Moldavië en Georgië, de winnaars van de eerste ronde, werden bij de loting voor de kwalificatiegroepen ingedeeld in pot E.
De acht groepswinnaars en de zes beste nummers twee plaatsten zich direct voor het eindtoernooi. De overgebleven nummers twee plaatsten zich voor de play-offs.

### Groep 1
| Pos | Team        | Wed | W | G | V | Ptn | DV | DT | +/− | Kwalificatie |       | Vlag van IJsland | Vlag van Schotland | Vlag van Slovenië | Vlag van Wit-Rusland | Vlag van Noord-Macedonië |
| --- | ----------- | --- | - | - | - | --- | -- | -- | --- | ------------ | ----- | ---------------- | ------------------ | ----------------- | -------------------- | ------------------------ |
| 1   | IJsland     | 8   | 7 | 0 | 1 | 21  | 34 | 2  | +32 | Eindtoernooi |       |                  | 1 – 2              | 4 – 0             | 2 – 0                | 8 – 0                    |
| 2   | Schotland   | 8   | 7 | 0 | 1 | 21  | 30 | 7  | +23 | Eindtoernooi |       | 0 – 4            |                    | 3 – 1             | 7 – 0                | 10 – 0                   |
| 3   | Slovenië    | 8   | 3 | 0 | 5 | 9   | 21 | 19 | +2  |              |       | 0 – 6            | 0 – 3              |                   | 3 – 0                | 8 – 1                    |
| 4   | Wit-Rusland | 8   | 3 | 0 | 5 | 9   | 10 | 20 | −10 |              | 0 – 5 | 0 – 1            | 2 – 0              |                   | 6 – 2                |                          |
| 5   | Macedonië   | 8   | 0 | 0 | 8 | 0   | 4  | 51 | −47 |              | 0 – 4 | 1 – 4            | 0 – 9              | 0 – 2             |                      |                          |

1. 1 2  Onderlinge resultaten: Schotland-IJsland 0 – 4, IJsland-Schotland 1 – 2.
2. 1 2  Onderlinge resultaten: Slovenië - Wit-Rusland 3 – 0, Wit-Rusland - Slovenië 2 – 0.

|                                 |          |         |                      |                                                                                            |
| 22 september 2015 16.00 (UTC+2) | Slovenië | 0 – 3   | Schotland            | Mestni stadion Ajdovščina, Ajdovščina Toeschouwers: 794 Scheidsrechter: Sandra Braz Bastos |
| 22 september 2015 16.00 (UTC+2) |          | Verslag | 28', 49', 59' Little | Mestni stadion Ajdovščina, Ajdovščina Toeschouwers: 794 Scheidsrechter: Sandra Braz Bastos |

|                               |                                     |         |             |                                                                               |
| 22 september 2015 18.45 (UTC) | IJsland                             | 2 – 0   | Wit-Rusland | Laugardalsvöllur, Reykjavik Toeschouwers: 3.013 Scheidsrechter: Marija Kurtes |
| 22 september 2015 18.45 (UTC) | Magnúsdóttir 30' Brynjarsdóttir 73' | Verslag |             | Laugardalsvöllur, Reykjavik Toeschouwers: 3.013 Scheidsrechter: Marija Kurtes |

|                               |                                                      |         |             |                                                                                  |
| 19 oktober 2015 15.00 (UTC+2) | Slovenië                                             | 3 – 0   | Wit-Rusland | Stadion Stanka Mlakarja, Kranj Toeschouwers: 200 Scheidsrechter: Lina Lehtovaara |
| 19 oktober 2015 15.00 (UTC+2) | Tibaut 16' Zver 65' Linnik 68' (e.d.) Rogan 59', 76' | Verslag |             | Stadion Stanka Mlakarja, Kranj Toeschouwers: 200 Scheidsrechter: Lina Lehtovaara |

|                               |           |         |                                                              |                                                                                     |
| 22 oktober 2015 13.30 (UTC+2) | Macedonië | 0 – 4   | IJsland                                                      | Trening centar Petar Miloševski, Skopje Toeschouwers: 200 Scheidsrechter: Lois Otte |
| 22 oktober 2015 13.30 (UTC+2) |           | Verslag | 9', 29' M. Viðarsdóttir 12' Viggósdóttir 17' Þorsteinsdóttir | Trening centar Petar Miloševski, Skopje Toeschouwers: 200 Scheidsrechter: Lois Otte |

|                               |                                                                |         |             |                                                                          |
| 23 oktober 2015 18.45 (UTC+1) | Schotland                                                      | 7 – 0   | Wit-Rusland | Fir Park, Motherwell Toeschouwers: 1.367 Scheidsrechter: Carina Vitulano |
| 23 oktober 2015 18.45 (UTC+1) | J. Ross 44', 67' Weir 46' Corsie 53' Evans 69' Love 89', 90+2' | Verslag |             | Fir Park, Motherwell Toeschouwers: 1.367 Scheidsrechter: Carina Vitulano |

|                               |          |         |                                                                                 |                                                                                  |
| 26 oktober 2015 18.00 (UTC+1) | Slovenië | 0 – 6   | IJsland                                                                         | Športni park Lendava, Lendava Toeschouwers: 800 Scheidsrechter: Esther Azzopardi |
| 26 oktober 2015 18.00 (UTC+1) |          | Verslag | 15', 86' Brynjarsdóttir 20', 65' Þorsteinsdóttir 70' M. Viðarsdóttir 80' Jessen | Športni park Lendava, Lendava Toeschouwers: 800 Scheidsrechter: Esther Azzopardi |

|                               |           |         |                                     |                                                                                                   |
| 27 oktober 2015 13.30 (UTC+1) | Macedonië | 1 – 4   | Schotland                           | Trening centar Petar Miloševski, Skopje Toeschouwers: 100 Scheidsrechter: Anastasia Poestovojtova |
| 27 oktober 2015 13.30 (UTC+1) | Rochi 44' | Verslag | 22' Little 27', 28' Corsie 31' Weir | Trening centar Petar Miloševski, Skopje Toeschouwers: 100 Scheidsrechter: Anastasia Poestovojtova |

|                                |           |         |                                    |                                                                                       |
| 26 november 2015 13.30 (UTC+1) | Macedonië | 0 – 2   | Wit-Rusland                        | Trening centar Petar Miloševski, Skopje Toeschouwers: 193 Scheidsrechter: Paula Brady |
| 26 november 2015 13.30 (UTC+1) |           | Verslag | 67' Slesartsjik 90+3' Avchimovitsj | Trening centar Petar Miloševski, Skopje Toeschouwers: 193 Scheidsrechter: Paula Brady |

|                              |                                                                              |         |           |                                                                            |
| 29 november 2015 15.05 (UTC) | Schotland                                                                    | 10 – 0  | Macedonië | St. Mirren Park, Paisley Toeschouwers: 1.304 Scheidsrechter: Vesna Budimir |
| 29 november 2015 15.05 (UTC) | J. Ross 3', 59', 61', 87' Love 8', 40', 53' Beattie 24' Lauder 27' Evans 35' | Verslag |           | St. Mirren Park, Paisley Toeschouwers: 1.304 Scheidsrechter: Vesna Budimir |

|                            |                                    |         |           |                                                                               |
| 8 april 2016 19.45 (UTC+1) | Schotland                          | 3 – 1   | Slovenië  | St. Mirren Park, Paisley Toeschouwers: 1.367 Scheidsrechter: Monika Mularczyk |
| 8 april 2016 19.45 (UTC+1) | J. Ross 19', 45' Little 52' (pen.) | Verslag | 42' Erman | St. Mirren Park, Paisley Toeschouwers: 1.367 Scheidsrechter: Monika Mularczyk |

|                             |             |         |                                                                      |                                                                           |
| 12 april 2016 18.00 (UTC+3) | Wit-Rusland | 0 – 5   | IJsland                                                              | Dinamostadion, Minsk Toeschouwers: 420 Scheidsrechter: Gordana Kuzmanović |
| 12 april 2016 18.00 (UTC+3) |             | Verslag | 14' M. Viðarsdóttir 24', 34', 54' Þorsteinsdóttir 86' Brynjarsdóttir | Dinamostadion, Minsk Toeschouwers: 420 Scheidsrechter: Gordana Kuzmanović |

|                             |                                                                                    |         |              |                                                                                      |
| 12 april 2016 19.00 (UTC+2) | Slovenië                                                                           | 8 – 1   | Macedonië    | Športni park Lendava, Lendava Toeschouwers: 400 Scheidsrechter: Graziella Pirriatore |
| 12 april 2016 19.00 (UTC+2) | Tibaut 6', 75' Ivanuša 47' Prašnikar 48', 81' Kralj 60' Kos 86' Rogan 90+3' (pen.) | Verslag | 71' Jakovska | Športni park Lendava, Lendava Toeschouwers: 400 Scheidsrechter: Graziella Pirriatore |

|                           |           |         |                                                                          |                                                                                           |
| 3 juni 2016 17.30 (UTC+2) | Macedonië | 0 – 9   | Slovenië                                                                 | Trening centar Petar Miloševski, Skopje Toeschouwers: 150 Scheidsrechter: Angelika Soeder |
| 3 juni 2016 17.30 (UTC+2) |           | Verslag | 2', 18' Eržen 23', 57' Prašnikar 26' Zver 29', 81' Tibaut 31', 88' Kralj | Trening centar Petar Miloševski, Skopje Toeschouwers: 150 Scheidsrechter: Angelika Soeder |

|                           |           |         |                                                                        |                                                                            |
| 3 juni 2016 19.00 (UTC+1) | Schotland | 0 – 4   | IJsland                                                                | Falkirk Stadium, Falkirk Toeschouwers: 2.690 Scheidsrechter: Jana Adámková |
| 3 juni 2016 19.00 (UTC+1) |           | Verslag | 10' Gísladóttir 62' Þorsteinsdóttir 65' Jónsdóttir 69' M. Viðarsdóttir | Falkirk Stadium, Falkirk Toeschouwers: 2.690 Scheidsrechter: Jana Adámková |

|                           |             |         |           |                                                                          |
| 7 juni 2016 18.00 (UTC+3) | Wit-Rusland | 0 – 1   | Schotland | Dinamostadion, Minsk Toeschouwers: 450 Scheidsrechter: Marta Frías Acedo |
| 7 juni 2016 18.00 (UTC+3) |             | Verslag | 15' Love  | Dinamostadion, Minsk Toeschouwers: 450 Scheidsrechter: Marta Frías Acedo |

|                         | |         |           |                                                                                  |
| 7 juni 2016 19.30 (UTC) | IJsland                                                                                               | 8 – 0   | Macedonië | Laugardalsvöllur, Reykjavik Toeschouwers: 4.270 Scheidsrechter: Zuzana Valentová |
| 7 juni 2016 19.30 (UTC) | Friðriksdóttir 15', 50' Þorsteinsdóttir 17', 34', 42' Jensen 25' Gunnarsdóttir 27' Brynjarsdóttir 81' | Verslag |           | Laugardalsvöllur, Reykjavik Toeschouwers: 4.270 Scheidsrechter: Zuzana Valentová |

|                                 |                                                                                             |         |                              |                                                                            |
| 15 september 2016 18.00 (UTC+3) | Wit-Rusland                                                                                 | 6 – 2   | Macedonië                    | Dinamostadion, Minsk Toeschouwers: 320 Scheidsrechter: Désirée Grundbacher |
| 15 september 2016 18.00 (UTC+3) | Slesartsjik 14' Sjtsjerbatsjenia 15' Avchimovitsj 17' Linnik 28' Oerazajeva 52' Sjoeppo 70' | Verslag | 23' Jakovska 55' Krstanovska | Dinamostadion, Minsk Toeschouwers: 320 Scheidsrechter: Désirée Grundbacher |

|                               |                                                        |         |          |                                                                               |
| 16 september 2016 18.45 (UTC) | IJsland                                                | 4 – 0   | Slovenië | Laugardalsvöllur, Reykjavik Toeschouwers: 6.037 Scheidsrechter: Olga Zadinová |
| 16 september 2016 18.45 (UTC) | Gísladóttir 11' Brynjarsdóttir 21', 46' Jónsdóttir 68' | Verslag |          | Laugardalsvöllur, Reykjavik Toeschouwers: 6.037 Scheidsrechter: Olga Zadinová |

|                                 |                      |         |           |                                                                      |
| 20 september 2016 18.00 (UTC+3) | Wit-Rusland          | 2 – 0   | Slovenië  | Dinamostadion, Minsk Toeschouwers: 200 Scheidsrechter: Maria Marotta |
| 20 september 2016 18.00 (UTC+3) | Slesartsjik 38', 84' | Verslag | 88' Benak | Dinamostadion, Minsk Toeschouwers: 200 Scheidsrechter: Maria Marotta |

|                               |                    |         |                         |                                                                                 |
| 20 september 2016 17.00 (UTC) | IJsland            | 1 – 2   | Schotland               | Laugardalsvöllur, Reykjavik Toeschouwers: 6.468 Scheidsrechter: Katalin Kulcsár |
| 20 september 2016 17.00 (UTC) | Friðriksdóttir 40' | Verslag | 25', 56' (pen.) J. Ross | Laugardalsvöllur, Reykjavik Toeschouwers: 6.468 Scheidsrechter: Katalin Kulcsár |

### Groep 2
| Pos | Team       | Wed | W | G | V | Ptn | DV | DT | +/− | Kwalificatie |       | Vlag van Spanje | Vlag van Portugal | Vlag van Finland | Vlag van Ierland | Vlag van Montenegro |
| --- | ---------- | --- | - | - | - | --- | -- | -- | --- | ------------ | ----- | --------------- | ----------------- | ---------------- | ---------------- | ------------------- |
| 1   | Spanje     | 8   | 8 | 0 | 0 | 24  | 39 | 2  | +37 | Eindtoernooi |       |                 | 2 – 0             | 5 – 0            | 3 – 0            | 13 – 0              |
| 2   | Portugal   | 8   | 4 | 1 | 3 | 13  | 15 | 11 | +4  | Play-offs    |       | 1 – 4           |                   | 3 – 2            | 1 – 2            | 6 – 1               |
| 3   | Finland    | 8   | 4 | 1 | 3 | 13  | 17 | 12 | +5  |              |       | 1 – 2           | 0 – 0             |                  | 4 – 1            | 1 – 0               |
| 4   | Ierland    | 8   | 3 | 0 | 5 | 9   | 17 | 14 | +3  |              | 0 – 3 | 0 – 1           | 0 – 2             |                  | 9 – 0            |                     |
| 5   | Montenegro | 8   | 0 | 0 | 8 | 0   | 2  | 51 | −49 |              | 0 – 7 | 0 – 3           | 1 – 7             | 0 – 5            |                  |                     |

1. 1 2  Onderling resultaat: Finland-Portugal 0 – 0, Portugal-Finland 3 – 2.

|                                 |           |         |            |                                                                      |
| 17 september 2015 18.00 (UTC+2) | Finland   | 1 – 0   | Montenegro | Veritasstadion, Turku Toeschouwers: 1.527 Scheidsrechter: Marte Sørø |
| 17 september 2015 18.00 (UTC+2) | Öling 67' | Verslag |            | Veritasstadion, Turku Toeschouwers: 1.527 Scheidsrechter: Marte Sørø |

|                                 |         |         |                            |                                                                            |
| 21 september 2015 19.30 (UTC+1) | Ierland | 0 – 2   | Finland                    | Tallaght Stadium, Dublin Toeschouwers: 2.905 Scheidsrechter: Jana Adámková |
| 21 september 2015 19.30 (UTC+1) |         | Verslag | 13' Koivisto 71' Sällström | Tallaght Stadium, Dublin Toeschouwers: 2.905 Scheidsrechter: Jana Adámková |

|                               |           |         |                        | |
| 27 oktober 2015 15.00 (UTC+1) | Portugal  | 1 – 2   | Ierland                | Parque de Jogos Comendador Joaquim de Almeida Freitas, Moreira de Cónegos Toeschouwers: 3.210 Scheidsrechter: Gyöngyi Gaál |
| 27 oktober 2015 15.00 (UTC+1) | Costa 16' | Verslag | 22' Quinn 40' O'Gorman | Parque de Jogos Comendador Joaquim de Almeida Freitas, Moreira de Cónegos Toeschouwers: 3.210 Scheidsrechter: Gyöngyi Gaál |

|                               |            |         |                            |                                                                             |
| 27 oktober 2015 18.05 (UTC+2) | Finland    | 1 – 2   | Spanje                     | Telia 5G Areena, Helsinki Toeschouwers: 3.270 Scheidsrechter: Teodora Albon |
| 27 oktober 2015 18.05 (UTC+2) | Kuikka 25' | Verslag | 4' Putellas 29' Torrecilla | Telia 5G Areena, Helsinki Toeschouwers: 3.270 Scheidsrechter: Teodora Albon |

|                              |         |         |                                                  |                                                                                 |
| 26 november 2015 15.00 (UTC) | Ierland | 0 – 3   | Spanje                                           | Tallaght Stadium, Dublin Toeschouwers: 2.736 Scheidsrechter: Stéphanie Frappart |
| 26 november 2015 15.00 (UTC) |         | Verslag | 30' Losada 44' (pen.) Hermoso 90+3' (e.d.) Perry | Tallaght Stadium, Dublin Toeschouwers: 2.736 Scheidsrechter: Stéphanie Frappart |

|                              |                                                                            |         |            |                                                                                                   |
| 26 november 2015 15.00 (UTC) | Portugal                                                                   | 6 – 1   | Montenegro | Estádio António Coimbra da Mota, Estoril Toeschouwers: 1.042 Scheidsrechter: Julia-Stefanie Baier |
| 26 november 2015 15.00 (UTC) | Neto 7', 28' C. Mendes 31' Borges 40' Do. Silva 61' (pen.) Fernandes 90+1' | Verslag | 20' Kuč    | Estádio António Coimbra da Mota, Estoril Toeschouwers: 1.042 Scheidsrechter: Julia-Stefanie Baier |

|                               |                        |         |          |                                                                                    |
| 1 december 2015 20.00 (UTC+1) | Spanje                 | 2 – 0   | Portugal | Estadio Nuevo Vivero, Badajoz Toeschouwers: 5.750 Scheidsrechter: Simona Ghisletta |
| 1 december 2015 20.00 (UTC+1) | Losada 8' Bermúdez 25' | Verslag |          | Estadio Nuevo Vivero, Badajoz Toeschouwers: 5.750 Scheidsrechter: Simona Ghisletta |

|                               |            |         |                                                                                         |                                                                                    |
| 24 januari 2016 13.00 (UTC+1) | Montenegro | 0 – 7   | Spanje                                                                                  | Stadion pod Malim brdom, Petrovac Toeschouwers: 100 Scheidsrechter: Lorraine Clark |
| 24 januari 2016 13.00 (UTC+1) |            | Verslag | 15', 62' Losada 22' Boquete 42' (pen.) Putellas 69' Hermoso 74' Sampedro 77' Torrecilla | Stadion pod Malim brdom, Petrovac Toeschouwers: 100 Scheidsrechter: Lorraine Clark |

|                            |            |         |                                                                         |                                                                                      |
| 7 april 2016 14.00 (UTC+2) | Montenegro | 0 – 5   | Ierland                                                                 | Stadion pod Malim brdom, Petrovac Toeschouwers: 70 Scheidsrechter: Dimitrina Milkova |
| 7 april 2016 14.00 (UTC+2) |            | Verslag | 3' Quinn 24' O'Gorman 26' (pen.) Littlejohn 73' D. O'Sullivan 84' Roche | Stadion pod Malim brdom, Petrovac Toeschouwers: 70 Scheidsrechter: Dimitrina Milkova |

|                            |               |         |                                                      |                                                                                           |
| 8 april 2016 18.00 (UTC+1) | Portugal      | 1 – 4   | Spanje                                               | Complexo Desportivo da Covilhã, Covilhã Toeschouwers: 1.820 Scheidsrechter: Jana Adámková |
| 8 april 2016 18.00 (UTC+1) | Do. Silva 66' | Verslag | 36' Torrecilla 40' Putellas 87' Sampedro 89' Boquete | Complexo Desportivo da Covilhã, Covilhã Toeschouwers: 1.820 Scheidsrechter: Jana Adámková |

|                             |              |         |                                                                                                  |                                                                                     |
| 12 april 2016 14.00 (UTC+2) | Montenegro   | 1 – 7   | Finland                                                                                          | Stadion pod Malim brdom, Petrovac Toeschouwers: 50 Scheidsrechter: Knarik Grigorjan |
| 12 april 2016 14.00 (UTC+2) | Bulatović 8' | Verslag | 15' (e.d.) Djurković 21' Alanen 27' Danielsson 68' Saari 73' Sällström 83' Saarinen 90+3' Heroum | Stadion pod Malim brdom, Petrovac Toeschouwers: 50 Scheidsrechter: Knarik Grigorjan |

|                             |                              |         |         |                                                                                              |
| 12 april 2016 18.00 (UTC+2) | Spanje                       | 3 – 0   | Ierland | La Ciudad del Fútbol, Las Rozas de Madrid Toeschouwers: 1.380 Scheidsrechter: Linn Andersson |
| 12 april 2016 18.00 (UTC+2) | Boquete 58', 65' Hermoso 86' | Verslag |         | La Ciudad del Fútbol, Las Rozas de Madrid Toeschouwers: 1.380 Scheidsrechter: Linn Andersson |

|                           |                                                    |         |           |                                                                                    |
| 3 juni 2016 18.05 (UTC+3) | Finland                                            | 4 – 1   | Ierland   | Tehtaan kenttä, Valkeakoski Toeschouwers: 1.056 Scheidsrechter: Cristina Dorcioman |
| 3 juni 2016 18.05 (UTC+3) | Alanen 32' Danielsson 39' Kuikka 70' Sällström 87' | Verslag | 76' Roche | Tehtaan kenttä, Valkeakoski Toeschouwers: 1.056 Scheidsrechter: Cristina Dorcioman |

|                   |            |         |                        |                                                                                    |
| 3 juni 2016 20:00 | Montenegro | 0 – 3   | Portugal               | Stadion pod Malim brdom, Petrovac Toeschouwers: 50 Scheidsrechter: Ivana Martinčić |
| 3 juni 2016 20:00 |            | Verslag | 7', 29', 54' Fernandes | Stadion pod Malim brdom, Petrovac Toeschouwers: 50 Scheidsrechter: Ivana Martinčić |

|                           |         |       |          |                                                                                 |
| 7 juni 2016 18.05 (UTC+3) | Finland | 0 – 0 | Portugal | Telia 5G Areena, Helsinki Toeschouwers: 4.792 Scheidsrechter: Eleni Lampadariou |
| 7 juni 2016 18.05 (UTC+3) | Verslag |       |          | Telia 5G Areena, Helsinki Toeschouwers: 4.792 Scheidsrechter: Eleni Lampadariou |

|                           |                                                                                    |         |            |                                                                             |
| 7 juni 2016 19.00 (UTC+1) | Ierland                                                                            | 9 – 0   | Montenegro | Tallaght Stadium, Dublin Toeschouwers: 946 Scheidsrechter: Ivana Projkovska |
| 7 juni 2016 19.00 (UTC+1) | Connolly 3' O'Gorman 11', 53', 58' Roche 45', 65', 69' Quinn 62' F. O'Sullivan 83' | Verslag |            | Tallaght Stadium, Dublin Toeschouwers: 946 Scheidsrechter: Ivana Projkovska |

|                                 | |         |            |                                                                                              |
| 15 september 2016 19.00 (UTC+2) | Spanje | 13 – 0  | Montenegro | La Ciudad del Fútbol, Las Rozas de Madrid Toeschouwers: 520 Scheidsrechter: Zuzana Valentová |
| 15 september 2016 19.00 (UTC+2) | Boquete 2', 7', 45', 46' Bermúdez 10', 20', 23', 52', 90+3' Sampedro 16' Corredera 25' Losada 74' Putellas 80' | Verslag |            | La Ciudad del Fútbol, Las Rozas de Madrid Toeschouwers: 520 Scheidsrechter: Zuzana Valentová |

|                                 |                                  |         |                               |                                                                                            |
| 16 september 2016 17.00 (UTC+1) | Portugal                         | 3 – 2   | Finland                       | Estádio do Clube Desportivo Trofense, Trofa Toeschouwers: 923 Scheidsrechter: Riem Hussein |
| 16 september 2016 17.00 (UTC+1) | Neto 29', 45' (pen.), 84' (pen.) | Verslag | 21' (pen.) Alanen 27' Franssi | Estádio do Clube Desportivo Trofense, Trofa Toeschouwers: 923 Scheidsrechter: Riem Hussein |

|                                 |         |         |          |                                                                             |
| 20 september 2016 18.00 (UTC+1) | Ierland | 0 – 1   | Portugal | Tallaght Stadium, Dublin Toeschouwers: 863 Scheidsrechter: Esther Azzopardi |
| 20 september 2016 18.00 (UTC+1) |         | Verslag | 78' Neto | Tallaght Stadium, Dublin Toeschouwers: 863 Scheidsrechter: Esther Azzopardi |

|                                 |                                                                        |         |         |                                                                                |
| 20 september 2016 19.00 (UTC+2) | Spanje                                                                 | 5 – 0   | Finland | Estadio Butarque, Leganés Toeschouwers: 5.100 Scheidsrechter: Monika Mularczyk |
| 20 september 2016 19.00 (UTC+2) | Torrejón 28' Paredes 66' (pen.), 82' Sampedro 88' (pen.) Hermoso 90+1' | Verslag |         | Estadio Butarque, Leganés Toeschouwers: 5.100 Scheidsrechter: Monika Mularczyk |

### Groep 3
| Pos | Team        | Wed | W | G | V | Ptn | DV | DT | +/− | Kwalificatie |       | Vlag van Frankrijk | Vlag van Roemenië | Vlag van Oekraïne | Vlag van Griekenland | Vlag van Albanië |
| --- | ----------- | --- | - | - | - | --- | -- | -- | --- | ------------ | ----- | ------------------ | ----------------- | ----------------- | -------------------- | ---------------- |
| 1   | Frankrijk   | 8   | 8 | 0 | 0 | 24  | 27 | 0  | +27 | Eindtoernooi |       |                    | 3 – 0             | 4 – 0             | 1 – 0                | 6 – 0            |
| 2   | Roemenië    | 8   | 5 | 1 | 2 | 16  | 17 | 8  | +9  | Play-offs    |       | 0 – 1              |                   | 2 – 1             | 4 – 0                | 3 – 0            |
| 3   | Oekraïne    | 8   | 4 | 1 | 3 | 13  | 14 | 12 | +2  |              |       | 0 – 3              | 2 – 2             |                   | 2 – 0                | 2 – 0            |
| 4   | Griekenland | 8   | 2 | 0 | 6 | 6   | 9  | 19 | −10 |              | 0 – 3 | 1 – 3              | 1 – 3             |                   | 3 – 2                |                  |
| 5   | Albanië     | 8   | 0 | 0 | 8 | 0   | 3  | 31 | −28 |              | 0 – 6 | 0 – 3              | 0 – 4             | 1 – 4             |                      |                  |

|                                 |                              |         |          |                                                                      |
| 22 september 2015 21.00 (UTC+2) | Frankrijk                    | 3 – 0   | Roemenië | MMArena, Le Mans Toeschouwers: 7.761 Scheidsrechter: Silvia Spinelli |
| 22 september 2015 21.00 (UTC+2) | Delie 16' Le Sommer 35', 48' | Verslag |          | MMArena, Le Mans Toeschouwers: 7.761 Scheidsrechter: Silvia Spinelli |

|                               |              |         |                                                      |                                                                                 |
| 22 oktober 2015 14:00 (UTC+2) | Albanië      | 1 – 4   | Griekenland                                          | Stadiumi Loni Papuçiu, Fier Toeschouwers: 1.000 Scheidsrechter: Zuzana Štrpková |
| 22 oktober 2015 14:00 (UTC+2) | Kurbogaj 23' | Verslag | 14' (e.d.) Zani 27' Kydonaki 37' Sidira 90+2' Markou | Stadiumi Loni Papuçiu, Fier Toeschouwers: 1.000 Scheidsrechter: Zuzana Štrpková |

|                               |                                 |         |                       |                                                                 |
| 22 oktober 2015 19.00 (UTC+3) | Oekraïne                        | 2 – 2   | Roemenië              | Arena Lviv, Lviv Toeschouwers: 3.484 Scheidsrechter: Amy Rayner |
| 22 oktober 2015 19.00 (UTC+3) | Androesjtsjak 63' Romanenko 71' | Verslag | 13' Voicu 82' Giurgiu | Arena Lviv, Lviv Toeschouwers: 3.484 Scheidsrechter: Amy Rayner |

|                               |                                     |         |         |                                                                            |
| 27 oktober 2015 16.00 (UTC+2) | Roemenië                            | 3 – 0   | Albanië | Stadionul Mogoșoaia, Mogoșoaia Toeschouwers: 100 Scheidsrechter: Ana Minić |
| 27 oktober 2015 16.00 (UTC+2) | Lunca 9' Corduneanu 24' Giurgiu 74' | Verslag |         | Stadionul Mogoșoaia, Mogoșoaia Toeschouwers: 100 Scheidsrechter: Ana Minić |

|                               |          |         |                                   |                                                                   |
| 27 oktober 2015 22.00 (UTC+2) | Oekraïne | 0 – 3   | Frankrijk                         | Arena Lviv, Lviv Toeschouwers: 732 Scheidsrechter: Esther Staubli |
| 27 oktober 2015 22.00 (UTC+2) |          | Verslag | 42' Delie 59' Bussaglia 68' Majri | Arena Lviv, Lviv Toeschouwers: 732 Scheidsrechter: Esther Staubli |

|                                |             |         |                                 |                                                                                |
| 27 november 2015 15.00 (UTC+2) | Griekenland | 1 – 3   | Roemenië                        | Stadio Katerinis, Katerini Toeschouwers: 303 Scheidsrechter: Irina Toerovskaja |
| 27 november 2015 15.00 (UTC+2) | Sarri 65'   | Verslag | 10' Rus 45+1' Voicu 90+1' Spânu | Stadio Katerinis, Katerini Toeschouwers: 303 Scheidsrechter: Irina Toerovskaja |

|                                |         |         |                                                      |                                                                            |
| 27 november 2015 21.00 (UTC+1) | Albanië | 0 – 6   | Frankrijk                                            | Qemal Stafastadion, Tirana Toeschouwers: 350 Scheidsrechter: Vera Opejkina |
| 27 november 2015 21.00 (UTC+1) |         | Verslag | 12', 15' Houara 25', 81' Le Sommer 63', 73' Le Bihan | Qemal Stafastadion, Tirana Toeschouwers: 350 Scheidsrechter: Vera Opejkina |

|                               |               |         |                                         |                                                                             |
| 1 december 2015 19.45 (UTC+2) | Griekenland   | 0 – 3   | Frankrijk                               | Stadio Katerinis, Katerini Toeschouwers: 511 Scheidsrechter: Vivian Peeters |
| 1 december 2015 19.45 (UTC+2) | Dimitriou 71' | Verslag | 12' Bilbault 72' Le Bihan 75' Le Sommer | Stadio Katerinis, Katerini Toeschouwers: 511 Scheidsrechter: Vivian Peeters |

|                               |                                               |         |                       |                                                                                         |
| 26 januari 2016 14.00 (UTC+2) | Griekenland                                   | 3 – 2   | Albanië               | Dimotiko Stadio Tríkalon, Trikala Toeschouwers: 2.031 Scheidsrechter: Virginie Derouaux |
| 26 januari 2016 14.00 (UTC+2) | Sidira 6' (pen.) Koggouli 10' Panteliadou 15' | Verslag | 26' Velaj 41' Hashani | Dimotiko Stadio Tríkalon, Trikala Toeschouwers: 2.031 Scheidsrechter: Virginie Derouaux |

|                            |         |         |                                                                          |                                                                        |
| 4 maart 2016 14:30 (UTC+1) | Albanië | 0 – 4   | Oekraïne                                                                 | Elbasan Arena, Elbasan Toeschouwers: 100 Scheidsrechter: Elia Martínez |
| 4 maart 2016 14:30 (UTC+1) |         | Verslag | 14' (pen.) Apanastsjenko 30' Kozyrenko 67' (e.d.) Bajraktari 84' Kravets | Elbasan Arena, Elbasan Toeschouwers: 100 Scheidsrechter: Elia Martínez |

|                            |                    |         |                                                      |                                                                                    |
| 8 maart 2016 14.30 (UTC+2) | Griekenland        | 1 – 3   | Oekraïne                                             | Gipedo Acharnaikos, Athene Toeschouwers: 304 Scheidsrechter: Karolina Radzik-Johan |
| 8 maart 2016 14.30 (UTC+2) | Kravets 64' (e.d.) | Verslag | 31' (pen.) Apanastsjenko 68' Kalinina 80' Bojtsjenko | Gipedo Acharnaikos, Athene Toeschouwers: 304 Scheidsrechter: Karolina Radzik-Johan |

|                            |                               |         |         |                                                                    |
| 8 april 2016 18.00 (UTC+3) | Oekraïne                      | 2 – 0   | Albanië | Arena Lviv, Lviv Toeschouwers: 2.484 Scheidsrechter: Tanja Subotič |
| 8 april 2016 18.00 (UTC+3) | Apanastsjenko 15', 74' (pen.) | Verslag |         | Arena Lviv, Lviv Toeschouwers: 2.484 Scheidsrechter: Tanja Subotič |

|                            |          |         |                      |                                                                                  |
| 8 april 2016 20.00 (UTC+3) | Roemenië | 0 – 1   | Frankrijk            | Stadionul Nicolae Dobrin, Pitești Toeschouwers: 713 Scheidsrechter: Sara Persson |
| 8 april 2016 20.00 (UTC+3) |          | Verslag | 16' (pen.) Bussaglia | Stadionul Nicolae Dobrin, Pitești Toeschouwers: 713 Scheidsrechter: Sara Persson |

|                             |                                                      |         |          |                                                                                  |
| 11 april 2016 21.00 (UTC+2) | Frankrijk                                            | 4 – 0   | Oekraïne | Stade du Hainaut, Valenciennes Toeschouwers: 15.028 Scheidsrechter: Eszter Urbán |
| 11 april 2016 21.00 (UTC+2) | Hamraoui 8' Abily 27' Vasyljoek 60' (e.d.) Majri 89' | Verslag |          | Stade du Hainaut, Valenciennes Toeschouwers: 15.028 Scheidsrechter: Eszter Urbán |

|                           |         |         |                      |                                                                    |
| 2 juni 2016 17.00 (UTC+2) | Albanië | 0 – 3   | Roemenië             | Elbasan Arena, Elbasan Toeschouwers: 150 Scheidsrechter: Lois Otte |
| 2 juni 2016 17.00 (UTC+2) |         | Verslag | 43', 67', 77' Vătafu | Elbasan Arena, Elbasan Toeschouwers: 150 Scheidsrechter: Lois Otte |

|                           |               |         |             |                                                                            |
| 3 juni 2016 21.00 (UTC+2) | Frankrijk     | 1 – 0   | Griekenland | Roazhon Park, Rennes Toeschouwers: 24.835 Scheidsrechter: Esther Azzopardi |
| 3 juni 2016 21.00 (UTC+2) | Le Sommer 36' | Verslag |             | Roazhon Park, Rennes Toeschouwers: 24.835 Scheidsrechter: Esther Azzopardi |

|                           |                                        |         |             |                                                                     |
| 7 juni 2016 19.00 (UTC+3) | Oekraïne                               | 2 – 0   | Griekenland | Arena Lviv, Lviv Toeschouwers: 3.102 Scheidsrechter: Linn Andersson |
| 7 juni 2016 19.00 (UTC+3) | Apanastsjenko 2' (pen.) Bojtsjenko 44' | Verslag |             | Arena Lviv, Lviv Toeschouwers: 3.102 Scheidsrechter: Linn Andersson |

|                                 |                        |         |               | |
| 17 september 2016 18.00 (UTC+3) | Roemenië               | 2 – 1   | Oekraïne      | Dr.-Constantin-Rădulescustadion, Cluj-Napoca Toeschouwers: 1.538 Scheidsrechter: Bibiana Steinhaus |
| 17 september 2016 18.00 (UTC+3) | Havriștiuc 4' Dușa 11' | Verslag | 8' Ovditsjoek | Dr.-Constantin-Rădulescustadion, Cluj-Napoca Toeschouwers: 1.538 Scheidsrechter: Bibiana Steinhaus |

|                                 |                                          |         |             |                                                                                                 |
| 20 september 2016 20.00 (UTC+3) | Roemenië                                 | 4 – 0   | Griekenland | Dr.-Constantin-Rădulescustadion, Cluj-Napoca Toeschouwers: 1.264 Scheidsrechter: Esther Staubli |
| 20 september 2016 20.00 (UTC+3) | Lunca 5' Ficzay 15' Vătafu 76' Bâtea 79' | Verslag |             | Dr.-Constantin-Rădulescustadion, Cluj-Napoca Toeschouwers: 1.264 Scheidsrechter: Esther Staubli |

|                                 |                                                                      |         |         |                                                                                    |
| 20 september 2016 21.00 (UTC+2) | Frankrijk                                                            | 6 – 0   | Albanië | Stade Jean-Bouin, Parijs Toeschouwers: 7.521 Scheidsrechter: Elvira Noermoestafina |
| 20 september 2016 21.00 (UTC+2) | Le Bihan 18' Hamraoui 21', 60' Le Sommer 45+1', 64' (pen.) Delie 77' | Verslag |         | Stade Jean-Bouin, Parijs Toeschouwers: 7.521 Scheidsrechter: Elvira Noermoestafina |

### Groep 4
| Pos | Team       | Wed | W | G | V | Ptn | DV | DT | +/− | Kwalificatie |       | Vlag van Zweden | Vlag van Denemarken | Vlag van Polen | Vlag van Slowakije | Vlag van Moldavië |
| --- | ---------- | --- | - | - | - | --- | -- | -- | --- | ------------ | ----- | --------------- | ------------------- | -------------- | ------------------ | ----------------- |
| 1   | Zweden     | 8   | 7 | 0 | 1 | 21  | 22 | 3  | +19 | Eindtoernooi |       |                 | 1 – 0               | 3 – 0          | 2 – 1              | 6 – 0             |
| 2   | Denemarken | 8   | 6 | 1 | 1 | 19  | 22 | 1  | +21 | Eindtoernooi |       | 2 – 0           |                     | 6 – 0          | 4 – 0              | 4 – 0             |
| 3   | Polen      | 8   | 3 | 1 | 4 | 10  | 10 | 16 | −6  |              |       | 0 – 4           | 0 – 0               |                | 2 – 0              | 4 – 0             |
| 4   | Slowakije  | 8   | 3 | 0 | 5 | 9   | 11 | 13 | −2  |              | 0 – 3 | 0 – 1           | 2 – 1               |                | 4 – 0              |                   |
| 5   | Moldavië   | 8   | 0 | 0 | 8 | 0   | 1  | 33 | −32 |              | 0 – 3 | 0 – 5           | 1 – 3               | 0 – 4          |                    |                   |

|                                 |          |         |                                              |                                                                 |
| 17 september 2015 16.00 (UTC+3) | Moldavië | 0 – 3   | Zweden                                       | CSR Orhei, Orhei Toeschouwers: 350 Scheidsrechter: Riem Hussein |
| 17 september 2015 16.00 (UTC+3) |          | Verslag | 1' Schough 42' (pen.) Schelin 88' Hammarlund | CSR Orhei, Orhei Toeschouwers: 350 Scheidsrechter: Riem Hussein |

|                                 |                                 |         |       |                                                                        |
| 22 september 2015 18.45 (UTC+2) | Zweden                          | 3 – 0   | Polen | Gamla Ullevi, Göteborg Toeschouwers: 5.460 Scheidsrechter: Morag Pirie |
| 22 september 2015 18.45 (UTC+2) | Hurtig 21' Schough 52' Diaz 72' | Verslag |       | Gamla Ullevi, Göteborg Toeschouwers: 5.460 Scheidsrechter: Morag Pirie |

|                               |                           |         |           |                                                                            |
| 22 oktober 2015 17.30 (UTC+2) | Polen                     | 2 – 0   | Slowakije | Tychystadion, Tychy Toeschouwers: 6.041 Scheidsrechter: Stéphanie Frappart |
| 22 oktober 2015 17.30 (UTC+2) | Chudzik 18' Grabowska 63' | Verslag |           | Tychystadion, Tychy Toeschouwers: 6.041 Scheidsrechter: Stéphanie Frappart |

|                               |                                           |         |          |                                                                         |
| 22 oktober 2015 19.00 (UTC+2) | Denemarken                                | 4 – 0   | Moldavië | Viborgstadion, Viborg Toeschouwers: 3.303 Scheidsrechter: Olga Zadinová |
| 22 oktober 2015 19.00 (UTC+2) | Troelsgaard 24' Harder 35' Nadim 52', 89' | Verslag |          | Viborgstadion, Viborg Toeschouwers: 3.303 Scheidsrechter: Olga Zadinová |

|                               |                                                              |         |          |                                                                               |
| 26 oktober 2015 17.00 (UTC+1) | Slowakije                                                    | 4 – 0   | Moldavië | NTC Senec, Senec Toeschouwers: 315 Scheidsrechter: Mihaela Gurdon Basimamović |
| 26 oktober 2015 17.00 (UTC+1) | Bíróová 50' Fecková 81' Škorvánková 85' Vojteková 87' (pen.) | Verslag |          | NTC Senec, Senec Toeschouwers: 315 Scheidsrechter: Mihaela Gurdon Basimamović |

|                               |           |         |            |                                                                              |
| 27 oktober 2015 18.45 (UTC+1) | Zweden    | 1 – 0   | Denemarken | Gamla Ullevi, Göteborg Toeschouwers: 11.244 Scheidsrechter: Kateryna Monzoel |
| 27 oktober 2015 18.45 (UTC+1) | Seger 59' | Verslag |            | Gamla Ullevi, Göteborg Toeschouwers: 11.244 Scheidsrechter: Kateryna Monzoel |

|                                |           |         |                 |                                                                     |
| 26 november 2015 19.00 (UTC+1) | Slowakije | 0 – 1   | Denemarken      | NTC Senec, Senec Toeschouwers: 420 Scheidsrechter: Knarik Grigorjan |
| 26 november 2015 19.00 (UTC+1) |           | Verslag | 34' Troelsgaard | NTC Senec, Senec Toeschouwers: 420 Scheidsrechter: Knarik Grigorjan |

|                                |              |         |                                        |                                                                  |
| 27 november 2015 13.00 (UTC+2) | Moldavië     | 1 – 3   | Polen                                  | CSR Orhei, Orhei Toeschouwers: 40 Scheidsrechter: Viola Raudziņa |
| 27 november 2015 13.00 (UTC+2) | Andone 90+3' | Verslag | 56' Pajor 63' Daleszczyk 81' Grabowska | CSR Orhei, Orhei Toeschouwers: 40 Scheidsrechter: Viola Raudziņa |

|                               |          |         |                                            |                                                                      |
| 1 december 2015 13.00 (UTC+2) | Moldavië | 0 – 4   | Slowakije                                  | CSR Orhei, Orhei Toeschouwers: 50 Scheidsrechter: Gordana Kuzmanović |
| 1 december 2015 13.00 (UTC+2) |          | Verslag | 28', 54' Fecková 32' Ondrušová 86' Bíróová | CSR Orhei, Orhei Toeschouwers: 50 Scheidsrechter: Gordana Kuzmanović |

|                            |         |       |            |                                                                            |
| 7 april 2016 20.00 (UTC+2) | Polen   | 0 – 0 | Denemarken | Tychystadion, Tychy Toeschouwers: 5.248 Scheidsrechter: Sandra Braz Bastos |
| 7 april 2016 20.00 (UTC+2) | Verslag |       |            | Tychystadion, Tychy Toeschouwers: 5.248 Scheidsrechter: Sandra Braz Bastos |

|                            |           |         |                                              |                                                                        |
| 8 april 2016 17:00 (UTC+2) | Slowakije | 0 – 3   | Zweden                                       | NTC Poprad, Poprad Toeschouwers: 646 Scheidsrechter: Eleni Lampadariou |
| 8 april 2016 17:00 (UTC+2) |           | Verslag | 27' Appelqvist 55' Sembrant 63' Blackstenius | NTC Poprad, Poprad Toeschouwers: 646 Scheidsrechter: Eleni Lampadariou |

|                             |                                    |         |                |                                                                       |
| 12 april 2016 17.30 (UTC+2) | Slowakije                          | 2 – 1   | Polen          | NTC Poprad, Poprad Toeschouwers: 356 Scheidsrechter: Esther Azzopardi |
| 12 april 2016 17.30 (UTC+2) | Vojteková 76' (pen.) Hmírová 90+3' | Verslag | 30' Daleszczyk | NTC Poprad, Poprad Toeschouwers: 356 Scheidsrechter: Esther Azzopardi |

|                           |       |         |                                                |                                                                     |
| 2 juni 2016 18.00 (UTC+2) | Polen | 0 – 4   | Zweden                                         | Stadion ŁKS, Łódź Toeschouwers: 1.724 Scheidsrechter: Olga Zadinová |
| 2 juni 2016 18.00 (UTC+2) |       | Verslag | 40' Ilestedt 60' Schelin 70' Asllani 87' Rolfö | Stadion ŁKS, Łódź Toeschouwers: 1.724 Scheidsrechter: Olga Zadinová |

|                           |                                                    |         |           |                                                                           |
| 2 juni 2016 19.00 (UTC+2) | Denemarken                                         | 4 – 0   | Slowakije | Viborgstadion, Viborg Toeschouwers: 3.412 Scheidsrechter: Carina Vitulano |
| 2 juni 2016 19.00 (UTC+2) | Harder 28' Nadim 49', 60' (pen.) Troelsgaard 90+2' | Verslag |           | Viborgstadion, Viborg Toeschouwers: 3.412 Scheidsrechter: Carina Vitulano |

|                           |                                                                    |         |          |                                                                                 |
| 6 juni 2016 17.45 (UTC+2) | Zweden                                                             | 6 – 0   | Moldavië | Gamla Ullevi, Göteborg Toeschouwers: 9.168 Scheidsrechter: Graziella Pirriatore |
| 6 juni 2016 17.45 (UTC+2) | Munteanu 34' (e.d.) Asllani 41', 61' Rolfö 48', 88' Berglund 90+3' | Verslag |          | Gamla Ullevi, Göteborg Toeschouwers: 9.168 Scheidsrechter: Graziella Pirriatore |

|                           |                                                         |         |       |                                                                          |
| 7 juni 2016 19.00 (UTC+2) | Denemarken                                              | 6 – 0   | Polen | Viborgstadion, Viborg Toeschouwers: 4.611 Scheidsrechter: Efthalia Mitsi |
| 7 juni 2016 19.00 (UTC+2) | Troelsgaard 18', 27', 62' Harder 24', 41' Rasmussen 53' | Verslag |       | Viborgstadion, Viborg Toeschouwers: 4.611 Scheidsrechter: Efthalia Mitsi |

|                                 |                               |         |                |                                                                                     |
| 15 september 2016 18.45 (UTC+2) | Zweden                        | 2 – 1   | Slowakije      | Gamla Ullevi, Göteborg Toeschouwers: 11.460 Scheidsrechter: Anastasia Poestovojtova |
| 15 september 2016 18.45 (UTC+2) | Appelqvist 23' Hammarlund 65' | Verslag | 59' Fischerová | Gamla Ullevi, Göteborg Toeschouwers: 11.460 Scheidsrechter: Anastasia Poestovojtova |

|                                 |          |         |                                    |                                                                             |
| 15 september 2016 20.00 (UTC+3) | Moldavië | 0 – 5   | Denemarken                         | Stadionul Zimbru, Chisinau Toeschouwers: 980 Scheidsrechter: Eleni Antoniou |
| 15 september 2016 20.00 (UTC+3) |          | Verslag | 3', 68' Nadim 18', 33', 74' Harder | Stadionul Zimbru, Chisinau Toeschouwers: 980 Scheidsrechter: Eleni Antoniou |

|                                 |                                                          |         |          |                                                                                |
| 20 september 2016 18.00 (UTC+2) | Polen                                                    | 4 – 0   | Moldavië | OSiR Włocławek, Włocławek Toeschouwers: 2.254 Scheidsrechter: Simona Ghisletta |
| 20 september 2016 18.00 (UTC+2) | Pajor 43' Daleszczyk 64' Arnautu 68' (e.d.) Winczo 90+1' | Verslag |          | OSiR Włocławek, Włocławek Toeschouwers: 2.254 Scheidsrechter: Simona Ghisletta |

|                                 |                         |         |        |                                                                         |
| 20 september 2016 19.00 (UTC+2) | Denemarken              | 2 – 0   | Zweden | Viborgstadion, Viborg Toeschouwers: 7.432 Scheidsrechter: Jana Adámková |
| 20 september 2016 19.00 (UTC+2) | Rasmussen 12' Nadim 47' | Verslag |        | Viborgstadion, Viborg Toeschouwers: 7.432 Scheidsrechter: Jana Adámková |

### Groep 5
| Pos | Team      | Wed | W | G | V | Ptn | DV | DT | +/− | Kwalificatie |       | Vlag van Duitsland | Vlag van Rusland | Vlag van Hongarije | Vlag van Kroatië | Vlag van Turkije |
| --- | --------- | --- | - | - | - | --- | -- | -- | --- | ------------ | ----- | ------------------ | ---------------- | ------------------ | ---------------- | ---------------- |
| 1   | Duitsland | 8   | 8 | 0 | 0 | 24  | 35 | 0  | +35 | Eindtoernooi |       |                    | 2 – 0            | 12 – 0             | 2 – 0            | 7 – 0            |
| 2   | Rusland   | 8   | 4 | 2 | 2 | 14  | 14 | 9  | +5  | Eindtoernooi |       | 0 – 4              |                  | 3 – 3              | 5 – 0            | 2 – 0            |
| 3   | Hongarije | 8   | 2 | 2 | 4 | 8   | 8  | 20 | −12 |              |       | 0 – 1              | 0 – 1            |                    | 2 – 0            | 1 – 0            |
| 4   | Kroatië   | 8   | 2 | 1 | 5 | 7   | 8  | 15 | −7  |              | 0 – 1 | 0 – 3              | 1 – 1            |                    | 3 – 0            |                  |
| 5   | Turkije   | 8   | 1 | 1 | 6 | 4   | 3  | 24 | −21 |              | 0 – 6 | 0 – 0              | 2 – 1            | 1 – 4              |                  |                  |

|                                 |          |         |                                               |                                                                                        |
| 17 september 2015 17.30 (UTC+3) | Turkije  | 1 – 4   | Kroatië                                       | Kazım Karabekir Stadyumu, Erzurum Toeschouwers: 5.132 Scheidsrechter: Esther Azzopardi |
| 17 september 2015 17.30 (UTC+3) | Uraz 17' | Verslag | 29' Landeka 71' Joščak 80' Šundov 90+2' Šalek | Kazım Karabekir Stadyumu, Erzurum Toeschouwers: 5.132 Scheidsrechter: Esther Azzopardi |

|                                 | |         |           |                                                                                       |
| 18 september 2015 16.00 (UTC+2) | Duitsland | 12 – 0  | Hongarije | Erdgas Sportpark, Halle an der Saale Toeschouwers: 4.378 Scheidsrechter: Sara Persson |
| 18 september 2015 16.00 (UTC+2) | Popp 7', 66' Maier 9' Kemme 16' Behringer 19' (pen.) Bremer 28', 70', 84' Goeßling 33', 39' Laudehr 63' Leupolz 72' | Verslag |           | Erdgas Sportpark, Halle an der Saale Toeschouwers: 4.378 Scheidsrechter: Sara Persson |

|                                 |         |         |           |                                                                               |
| 22 september 2015 18.00 (UTC+2) | Kroatië | 0 – 1   | Duitsland | Stadion Kranjčevićeva, Zagreb Toeschouwers: 230 Scheidsrechter: Sabine Bonnin |
| 22 september 2015 18.00 (UTC+2) |         | Verslag | 4' Popp   | Stadion Kranjčevićeva, Zagreb Toeschouwers: 230 Scheidsrechter: Sabine Bonnin |

|                               |           |         |         |                                                                              |
| 21 oktober 2015 16.00 (UTC+2) | Hongarije | 1 – 0   | Turkije | Groupama Arena, Boedapest Toeschouwers: 2.150 Scheidsrechter: Tess Petersson |
| 21 oktober 2015 16.00 (UTC+2) | Szuh 46'  | Verslag |         | Groupama Arena, Boedapest Toeschouwers: 2.150 Scheidsrechter: Tess Petersson |

|                               |                       |         |         |                                                                           |
| 22 oktober 2015 16.00 (UTC+2) | Duitsland             | 2 – 0   | Rusland | Brita-Arena, Wiesbaden Toeschouwers: 4.516 Scheidsrechter: Efthalia Mitsi |
| 22 oktober 2015 16.00 (UTC+2) | Islacker 8' Maier 48' | Verslag |         | Brita-Arena, Wiesbaden Toeschouwers: 4.516 Scheidsrechter: Efthalia Mitsi |

|                               |                                                                                |         |         |                                                                             |
| 25 oktober 2015 14.15 (UTC+1) | Duitsland                                                                      | 7 – 0   | Turkije | Hardtwaldstadion, Sandhausen Toeschouwers: 6.734 Scheidsrechter: Rhona Daly |
| 25 oktober 2015 14.15 (UTC+1) | Islacker 6' Mittag 29' Behringer 37' (pen.) Däbritz 69', 90+3' Magull 78', 86' | Verslag |         | Hardtwaldstadion, Sandhausen Toeschouwers: 6.734 Scheidsrechter: Rhona Daly |

|                               |            |         |                    |                                                                                 |
| 25 oktober 2015 16.00 (UTC+1) | Kroatië    | 1 – 1   | Hongarije          | Stadion Gradski vrt, Osijek Toeschouwers: 800 Scheidsrechter: Eleni Lampadariou |
| 25 oktober 2015 16.00 (UTC+1) | Joščak 68' | Verslag | 45' (pen.) Jakabfi | Stadion Gradski vrt, Osijek Toeschouwers: 800 Scheidsrechter: Eleni Lampadariou |

|                                |         |       |         |                                                                               |
| 25 november 2015 16.00 (UTC+2) | Turkije | 0 – 0 | Rusland | Fethiye İlçe Stadyumu, Fethiye Toeschouwers: 1.485 Scheidsrechter: Ana Aguiar |
| 25 november 2015 16.00 (UTC+2) | Verslag |       |         | Fethiye İlçe Stadyumu, Fethiye Toeschouwers: 1.485 Scheidsrechter: Ana Aguiar |

|                                |           |         |               |                                                                       |
| 29 november 2015 16.30 (UTC+1) | Hongarije | 0 – 1   | Rusland       | Pancho Arena, Felcsút Toeschouwers: 750 Scheidsrechter: Sarah Garratt |
| 29 november 2015 16.30 (UTC+1) |           | Verslag | 55' Makarenko | Pancho Arena, Felcsút Toeschouwers: 750 Scheidsrechter: Sarah Garratt |

|                                |                                   |         |         |                                                                             |
| 30 november 2015 16:00 (UTC+1) | Kroatië                           | 3 – 0   | Turkije | Stadion Rujevica, Rijeka Toeschouwers: 400 Scheidsrechter: Ivana Projkovska |
| 30 november 2015 16:00 (UTC+1) | Šundov 29' Joščak 39' Andrlić 88' | Verslag |         | Stadion Rujevica, Rijeka Toeschouwers: 400 Scheidsrechter: Ivana Projkovska |

|                            |         |         |                                                      |                                                                                             |
| 8 april 2016 17.00 (UTC+3) | Turkije | 0 – 6   | Duitsland                                            | Recep Tayyip Erdoğanstadion, Istanboel Toeschouwers: 308 Scheidsrechter: Florence Guillemin |
| 8 april 2016 17.00 (UTC+3) |         | Verslag | 29', 60', 90+3' Kerschowski 40' Mittag 78', 86' Popp | Recep Tayyip Erdoğanstadion, Istanboel Toeschouwers: 308 Scheidsrechter: Florence Guillemin |

|                            |                  |         |         |                                                                   |
| 8 april 2016 20.30 (UTC+2) | Hongarije        | 2 – 0   | Kroatië | Ménfői út, Győr Toeschouwers: 200 Scheidsrechter: Zuzana Kováčová |
| 8 april 2016 20.30 (UTC+2) | Jakabfi 43', 86' | Verslag |         | Ménfői út, Győr Toeschouwers: 200 Scheidsrechter: Zuzana Kováčová |

|                             |                         |         |         |                                                                                        |
| 12 april 2016 17.58 (UTC+2) | Duitsland               | 2 – 0   | Kroatië | Stadion an der Bremer Brücke, Osnabrück Toeschouwers: 8.276 Scheidsrechter: Marte Sørø |
| 12 april 2016 17.58 (UTC+2) | Marozsán 32' Mittag 50' | Verslag |         | Stadion an der Bremer Brücke, Osnabrück Toeschouwers: 8.276 Scheidsrechter: Marte Sørø |

|                             |                                             |         |                                 |                                                                                 |
| 12 april 2016 19.00 (UTC+3) | Rusland                                     | 3 – 3   | Hongarije                       | Petrovski, Sint-Petersburg Toeschouwers: 2.543 Scheidsrechter: Sofia Karagiorgi |
| 12 april 2016 19.00 (UTC+3) | Terechova 13', 85' (pen.) Dmitrfvenko 90+2' | Verslag | 19' Vágó 66' Zeller 76' Jakabfi | Petrovski, Sint-Petersburg Toeschouwers: 2.543 Scheidsrechter: Sofia Karagiorgi |

|                           |                              |         |                   |                                                                         |
| 2 juni 2016 19.00 (UTC+3) | Rusland                      | 2 – 0   | Turkije           | Arena Chimki, Chimki Toeschouwers: 2.000 Scheidsrechter: Vivian Peeters |
| 2 juni 2016 19.00 (UTC+3) | Pantjoechina 47' Karpova 64' | Verslag | 73', 86' Yeniçeri | Arena Chimki, Chimki Toeschouwers: 2.000 Scheidsrechter: Vivian Peeters |

|                           |                                 |         |             |                                                                                               |
| 6 juni 2016 19.00 (UTC+3) | Turkije                         | 2 – 1   | Hongarije   | Akdeniz Üniversitesi Stadyumu, Antalya Toeschouwers: 142 Scheidsrechter: Julia-Stefanie Baier |
| 6 juni 2016 19.00 (UTC+3) | Türkoğlu 4' Mosdóczi 27' (e.d.) | Verslag | 40' Jakabfi | Akdeniz Üniversitesi Stadyumu, Antalya Toeschouwers: 142 Scheidsrechter: Julia-Stefanie Baier |

|                           |         |         |                                             |                                                                             |
| 6 juni 2016 19.30 (UTC+2) | Kroatië | 0 – 3   | Rusland                                     | Gradski stadion, Koprivnica Toeschouwers: 1.100 Scheidsrechter: Morag Pirie |
| 6 juni 2016 19.30 (UTC+2) |         | Verslag | 10' (e.d.) Žigić 21' Karpova 38' Kozjnikova | Gradski stadion, Koprivnica Toeschouwers: 1.100 Scheidsrechter: Morag Pirie |

|                                 |         |         |                                                              |                                                                           |
| 16 september 2016 18.58 (UTC+3) | Rusland | 0 – 4   | Duitsland                                                    | Arena Chimki, Chimki Toeschouwers: 500 Scheidsrechter: Cristina Dorcioman |
| 16 september 2016 18.58 (UTC+3) |         | Verslag | 7' (e.d.) Tsyboetovitsj 14' Maier 26' Hendrich 78' Petermann | Arena Chimki, Chimki Toeschouwers: 500 Scheidsrechter: Cristina Dorcioman |

|                                 |           |         |                  |                                                                     |
| 20 september 2016 16.00 (UTC+2) | Hongarije | 0 – 1   | Duitsland        | Ménfői út, Győr Toeschouwers: 1.000 Scheidsrechter: Lina Lehtovaara |
| 20 september 2016 16.00 (UTC+2) |           | Verslag | 29' (e.d.) Szabó | Ménfői út, Győr Toeschouwers: 1.000 Scheidsrechter: Lina Lehtovaara |

|                                 |                                                                     |         |         |                                                                        |
| 20 september 2016 20.00 (UTC+3) | Rusland                                                             | 5 – 0   | Kroatië | Arena Chimki, Chimki Toeschouwers: 598 Scheidsrechter: Carina Vitulano |
| 20 september 2016 20.00 (UTC+3) | Pantjoechina 6' Tsjernomyrdina 12' Danilova 25', 44' Sotsjnjova 75' | Verslag |         | Arena Chimki, Chimki Toeschouwers: 598 Scheidsrechter: Carina Vitulano |

### Groep 6
| Pos | Team          | Wed | W | G | V | Ptn | DV | DT | +/− | Kwalificatie |       | Vlag van Zwitserland | Vlag van Italië | Vlag van Tsjechië | Vlag van Noord-Ierland | Vlag van Georgië |
| --- | ------------- | --- | - | - | - | --- | -- | -- | --- | ------------ | ----- | -------------------- | --------------- | ----------------- | ---------------------- | ---------------- |
| 1   | Zwitserland   | 8   | 8 | 0 | 0 | 24  | 34 | 3  | +31 | Eindtoernooi |       |                      | 2 – 1           | 5 – 1             | 4 – 0                  | 4 – 0            |
| 2   | Italië        | 8   | 6 | 0 | 2 | 18  | 26 | 8  | +18 | Eindtoernooi |       | 0 – 3                |                 | 3 – 1             | 3 – 1                  | 6 – 1            |
| 3   | Tsjechië      | 8   | 3 | 1 | 4 | 10  | 13 | 18 | −5  |              |       | 0 – 5                | 0 – 3           |                   | 3 – 0                  | 4 – 1            |
| 4   | Noord-Ierland | 8   | 2 | 1 | 5 | 7   | 10 | 22 | −12 |              | 1 – 8 | 0 – 3                | 1 – 1           |                   | 4 – 0                  |                  |
| 5   | Georgië       | 8   | 0 | 0 | 8 | 0   | 2  | 34 | −32 |              | 0 – 3 | 0 – 7                | 0 – 3           | 0 – 3             |                        |                  |

|                                 |                                                                     |         |            |                                                                                     |
| 18 september 2015 18.30 (UTC+2) | Italië                                                              | 6 – 1   | Georgië    | Stadio Alberto Picco, La Spezia Toeschouwers: 2.100 Scheidsrechter: Zuzana Kováčová |
| 18 september 2015 18.30 (UTC+2) | Cernoia 13' Giugliano 23' Manieri 42' Sabatino 58' Girelli 79', 83' | Verslag | 3' Gabelia | Stadio Alberto Picco, La Spezia Toeschouwers: 2.100 Scheidsrechter: Zuzana Kováčová |

|                                 |                   |         |                                    |                                                                                |
| 22 september 2015 19.00 (UTC+4) | Georgië           | 0 – 3   | Tsjechië                           | Micheil Meschistadion, Tbilisi Toeschouwers: 1.100 Scheidsrechter: Paula Brady |
| 22 september 2015 19.00 (UTC+4) | Matveeva 44', 44' | Verslag | 69', 88' I. Martínková 73' Voňková | Micheil Meschistadion, Tbilisi Toeschouwers: 1.100 Scheidsrechter: Paula Brady |

|                               |        |         |                                    |                                                                                  |
| 24 oktober 2015 14.30 (UTC+2) | Italië | 0 – 3   | Zwitserland                        | Stadio Dino Manuzzi, Cesena Toeschouwers: 2.500 Scheidsrechter: Pernilla Larsson |
| 24 oktober 2015 14.30 (UTC+2) |        | Verslag | 59', 62' Bachmann 87' Crnogorčević | Stadio Dino Manuzzi, Cesena Toeschouwers: 2.500 Scheidsrechter: Pernilla Larsson |

|                               |         |         |                           |                                                                                   |
| 24 oktober 2015 18.00 (UTC+4) | Georgië | 0 – 3   | Noord-Ierland             | Micheil Meschistadion, Tbilisi Toeschouwers: 500 Scheidsrechter: Barbara Poxhofer |
| 24 oktober 2015 18.00 (UTC+4) |         | Verslag | 3' Nelson 29', 56' Bergin | Micheil Meschistadion, Tbilisi Toeschouwers: 500 Scheidsrechter: Barbara Poxhofer |

|                               |          |         |                                          |                                                                             |
| 27 oktober 2015 18.15 (UTC+1) | Tsjechië | 0 – 3   | Italië                                   | Letní stadion, Chomutov Toeschouwers: 1.260 Scheidsrechter: Katalin Kulcsár |
| 27 oktober 2015 18.15 (UTC+1) |          | Verslag | 19' Mauro 42' (pen.) Manieri 78' Bartoli | Letní stadion, Chomutov Toeschouwers: 1.260 Scheidsrechter: Katalin Kulcsár |

|                               |                                                                |         |                   |                                                                                |
| 27 oktober 2015 18.30 (UTC+1) | Zwitserland                                                    | 4 – 0   | Georgië           | Tissot Arena, Biel/Bienne Toeschouwers: 2.252 Scheidsrechter: Sofia Karagiorgi |
| 27 oktober 2015 18.30 (UTC+1) | Schirtladze 9' (e.d.) Crnogorčević 34' Dickenmann 50' Humm 74' | Verslag | 6', 78' Ttsjkonia | Tissot Arena, Biel/Bienne Toeschouwers: 2.252 Scheidsrechter: Sofia Karagiorgi |

|                              |               |         |                                                                                            |                                                                           |
| 27 november 2015 19.30 (UTC) | Noord-Ierland | 1 – 8   | Zwitserland                                                                                | Mourneview Park, Lurgan Toeschouwers: 250 Scheidsrechter: Zuzana Kováčová |
| 27 november 2015 19.30 (UTC) | Furness 37'   | Verslag | 14', 35' Humm 28' Kiwic 33' Moser 36' Ismaili 59' Crnogorčević 74' Deplazes 85' Dickenmann | Mourneview Park, Lurgan Toeschouwers: 250 Scheidsrechter: Zuzana Kováčová |

|                               |                                                               |         |              |                                                                                    |
| 1 december 2015 19.00 (UTC+1) | Zwitserland                                                   | 5 – 1   | Tsjechië     | Stade de la Maladière, Neuchâtel Toeschouwers: 2.008 Scheidsrechter: Kateryna Zora |
| 1 december 2015 19.00 (UTC+1) | Bürki 23' Humm 28' Bachmann 33' Crnogorčević 42' Terchoun 84' | Verslag | 73' Svitková | Stade de la Maladière, Neuchâtel Toeschouwers: 2.008 Scheidsrechter: Kateryna Zora |

|                            |                          |         |            |                                                                           |
| 9 april 2016 17.30 (UTC+2) | Zwitserland              | 2 – 1   | Italië     | Tissot Arena, Biel/Bienne Toeschouwers: 2.208 Scheidsrechter: Morag Pirie |
| 9 april 2016 17.30 (UTC+2) | Bachmann 7' Terchoun 36' | Verslag | 65' Parisi | Tissot Arena, Biel/Bienne Toeschouwers: 2.208 Scheidsrechter: Morag Pirie |

|                             |                                                        |         |                   |                                                                              |
| 12 april 2016 17.00 (UTC+2) | Tsjechië                                               | 4 – 1   | Georgië           | Městský stadion Opava, Opava Toeschouwers: 786 Scheidsrechter: Frida Nielsen |
| 12 april 2016 17.00 (UTC+2) | L. Martínková 3', 57' Zachajdze 13' (e.d.) Voňková 51' | Verslag | 45+1' Schirtladze | Městský stadion Opava, Opava Toeschouwers: 786 Scheidsrechter: Frida Nielsen |

|                             |                                       |         |               | |
| 12 april 2016 18.00 (UTC+2) | Italië                                | 3 – 1   | Noord-Ierland | MAPEI Stadium - Città del Tricolore, Reggio Emilia Toeschouwers: 1.114 Scheidsrechter: Lina Lehtovaara |
| 12 april 2016 18.00 (UTC+2) | Sabatino 71' Mauro 86' Stracchi 90+3' | Verslag | 62' Magill    | MAPEI Stadium - Città del Tricolore, Reggio Emilia Toeschouwers: 1.114 Scheidsrechter: Lina Lehtovaara |

|                           |                                            |         |         |                                                                    |
| 3 juni 2016 19.30 (UTC+1) | Noord-Ierland                              | 4 – 0   | Georgië | Solitude, Belfast Toeschouwers: 320 Scheidsrechter: Viola Raudziņa |
| 3 juni 2016 19.30 (UTC+1) | Magill 1' Callaghan 21', 40' Furness 90+5' | Verslag |         | Solitude, Belfast Toeschouwers: 320 Scheidsrechter: Viola Raudziņa |

|                           |          |         |                                                       |                                                                                          |
| 4 juni 2016 17.00 (UTC+2) | Tsjechië | 0 – 5   | Zwitserland                                           | Stadion Střelnice, Jablonec nad Nisou Toeschouwers: 632 Scheidsrechter: Monika Mularczyk |
| 4 juni 2016 17.00 (UTC+2) |          | Verslag | 4' Humm 35', 90+3' Moser 40', 66' (pen.) Crnogorčević | Stadion Střelnice, Jablonec nad Nisou Toeschouwers: 632 Scheidsrechter: Monika Mularczyk |

|                           |         |         |                                                                             |                                                                                        |
| 7 juni 2016 18.00 (UTC+4) | Georgië | 0 – 7   | Italië                                                                      | Tengiz Boerdzjanadzestadion, Gori Toeschouwers: 450 Scheidsrechter: Florence Guillemin |
| 7 juni 2016 18.00 (UTC+4) |         | Verslag | 7' Manieri 21', 59' Bonansea 41' Sabatino 75' Mauro 79' (pen.), 90' Girelli | Tengiz Boerdzjanadzestadion, Gori Toeschouwers: 450 Scheidsrechter: Florence Guillemin |

|                           |                                       |         |               |                                                                                    |
| 7 juni 2016 19.30 (UTC+1) | Tsjechië                              | 3 – 0   | Noord-Ierland | Stadion Střelnice, Jablonec nad Nisou Toeschouwers: 467 Scheidsrechter: Marte Sørø |
| 7 juni 2016 19.30 (UTC+1) | Voňková 3' Cahynová 34' Bartoňová 65' | Verslag |               | Stadion Střelnice, Jablonec nad Nisou Toeschouwers: 467 Scheidsrechter: Marte Sørø |

|                               |                    |         |                 |                                                                        |
| 3 augustus 2016 19.30 (UTC+1) | Noord-Ierland      | 1 – 1   | Tsjechië        | Mourneview Park, Lurgan Toeschouwers: 332 Scheidsrechter: Sara Persson |
| 3 augustus 2016 19.30 (UTC+1) | Furness 55' (pen.) | Verslag | 35' Chlastáková | Mourneview Park, Lurgan Toeschouwers: 332 Scheidsrechter: Sara Persson |

|                                 |         |         |                                                   |                                                                                         |
| 15 september 2016 16.00 (UTC+4) | Georgië | 0 – 3   | Zwitserland                                       | Tengiz Boerdzjanadzestadion, Gori Toeschouwers: 350 Scheidsrechter: Marta Huerta De Aza |
| 15 september 2016 16.00 (UTC+4) |         | Verslag | 18' (pen.) Crnogorčević 34' Humm 90+4' Dickenmann | Tengiz Boerdzjanadzestadion, Gori Toeschouwers: 350 Scheidsrechter: Marta Huerta De Aza |

|                                 |               |         |                                     |                                                                        |
| 16 september 2016 19.30 (UTC+1) | Noord-Ierland | 0 – 3   | Italië                              | Mourneview Park, Lurgan Toeschouwers: 300 Scheidsrechter: Gyöngyi Gaál |
| 16 september 2016 19.30 (UTC+1) |               | Verslag | 45+1', 90+4' Girelli 76' Gabbiadini | Mourneview Park, Lurgan Toeschouwers: 300 Scheidsrechter: Gyöngyi Gaál |

|                                 |                          |         |             |                                                                                      |
| 20 september 2016 19.00 (UTC+2) | Italië                   | 3 – 1   | Tsjechië    | Stadio Silvio Piola, Vercelli Toeschouwers: 2.731 Scheidsrechter: Sandra Braz Bastos |
| 20 september 2016 19.00 (UTC+2) | Mauro 6', 14' Guagni 62' | Verslag | 13' Voňková | Stadio Silvio Piola, Vercelli Toeschouwers: 2.731 Scheidsrechter: Sandra Braz Bastos |

|                                 |                                        |         |               |                                                                             |
| 20 september 2016 19.00 (UTC+2) | Zwitserland                            | 4 – 0   | Noord-Ierland | Tissot Arena, Biel/Bienne Toeschouwers: 1.308 Scheidsrechter: Tanja Subotič |
| 20 september 2016 19.00 (UTC+2) | Bernauer 17', 46' Kiwic 42' Rinast 54' | Verslag |               | Tissot Arena, Biel/Bienne Toeschouwers: 1.308 Scheidsrechter: Tanja Subotič |

### Groep 7
| Pos | Team                  | Wed | W | G | V | Ptn | DV | DT | +/− | Kwalificatie |       | Vlag van Engeland | Vlag van België | Vlag van Servië | Vlag van Bosnië en Herzegovina | Vlag van Estland |
| --- | --------------------- | --- | - | - | - | --- | -- | -- | --- | ------------ | ----- | ----------------- | --------------- | --------------- | ------------------------------ | ---------------- |
| 1   | Engeland              | 8   | 7 | 1 | 0 | 22  | 32 | 1  | +31 | Eindtoernooi |       |                   | 1 – 1           | 7 – 0           | 1 – 0                          | 5 – 0            |
| 2   | België                | 8   | 5 | 2 | 1 | 17  | 27 | 5  | +22 | Eindtoernooi |       | 0 – 2             |                 | 1 – 1           | 6 – 0                          | 6 – 0            |
| 3   | Servië                | 8   | 3 | 1 | 4 | 10  | 10 | 21 | −11 |              |       | 0 – 7             | 1 – 3           |                 | 0 – 1                          | 3 – 0            |
| 4   | Bosnië en Herzegovina | 8   | 3 | 0 | 5 | 9   | 8  | 17 | −9  |              | 0 – 1 | 0 – 5             | 2 – 4           |                 | 4 – 0                          |                  |
| 5   | Estland               | 8   | 0 | 0 | 8 | 0   | 0  | 33 | −33 |              | 0 – 8 | 0 – 5             | 0 – 1           | 0 – 1           |                                |                  |

|                                 |         |         |               |                                                                       |
| 17 september 2015 19.00 (UTC+3) | Estland | 0 – 1   | Servië        | Tamme Staadion, Tartu Toeschouwers: 647 Scheidsrechter: Elia Martínez |
| 17 september 2015 19.00 (UTC+3) |         | Verslag | 43' Mijatović | Tamme Staadion, Tartu Toeschouwers: 647 Scheidsrechter: Elia Martínez |

|                                 |         |         |                                                                               |                                                                                 |
| 21 september 2015 19.00 (UTC+3) | Estland | 0 – 8   | Engeland                                                                      | A. Le Coq Arena, Tallinn Toeschouwers: 1.342 Scheidsrechter: Dilan Deniz Gökçek |
| 21 september 2015 19.00 (UTC+3) |         | Verslag | 2', 83', 90+2' Carter 34' Potter 40', 81' Kirby 53' J. Scott 74' Christiansen | A. Le Coq Arena, Tallinn Toeschouwers: 1.342 Scheidsrechter: Dilan Deniz Gökçek |

|                                 |                                                                                           |         |                       |                                                                     |
| 22 september 2015 20.30 (UTC+2) | België                                                                                    | 6 – 0   | Bosnië en Herzegovina | Den Dreef, Leuven Toeschouwers: 2.620 Scheidsrechter: Kateryna Zora |
| 22 september 2015 20.30 (UTC+2) | Dijaković 7' (e.d.) De Gernier 20' Zeler 33', 41' (pen.) Cayman 35' Coutereels 72' (pen.) | Verslag |                       | Den Dreef, Leuven Toeschouwers: 2.620 Scheidsrechter: Kateryna Zora |

|                               |                                   |         |         | |
| 23 oktober 2015 15.00 (UTC+2) | Bosnië en Herzegovina             | 4 – 0   | Estland | Nogometni kamp Reprezentacije BiH, Zenica Toeschouwers: 270 Scheidsrechter: Tania Fernandes Morais |
| 23 oktober 2015 15.00 (UTC+2) | Nikolić 6', 36', 43' Radeljić 73' | Verslag |         | Nogometni kamp Reprezentacije BiH, Zenica Toeschouwers: 270 Scheidsrechter: Tania Fernandes Morais |

|                               |                                |         |         |                                                                                              |
| 27 oktober 2015 13.30 (UTC+1) | Servië                         | 3 – 0   | Estland | Sportski centar Suvača, Pećinci Toeschouwers: 100 Scheidsrechter: Justina Lavrenovaitė-Perez |
| 27 oktober 2015 13.30 (UTC+1) | Čubrilo 17', 61' Radojičić 82' | Verslag |         | Sportski centar Suvača, Pećinci Toeschouwers: 100 Scheidsrechter: Justina Lavrenovaitė-Perez |

|                               |                       |         |                                                      |                                                                                            |
| 27 oktober 2015 14.00 (UTC+1) | Bosnië en Herzegovina | 0 – 5   | België                                               | Nogometni kamp Reprezentacije BiH, Zenica Toeschouwers: 407 Scheidsrechter: Lorraine Clark |
| 27 oktober 2015 14.00 (UTC+1) |                       | Verslag | 25', 65' Biesmans 73', 83' Wullaert 90+2' Demoustier | Nogometni kamp Reprezentacije BiH, Zenica Toeschouwers: 407 Scheidsrechter: Lorraine Clark |

|                                |        |         |                       | |
| 25 november 2015 13.00 (UTC+1) | Servië | 0 – 1   | Bosnië en Herzegovina | Sportski Centar Fss - Nacionalna Kuća Fudbala, Stara Pazova Toeschouwers: 250 Scheidsrechter: Galia Etsjeva |
| 25 november 2015 13.00 (UTC+1) |        | Verslag | 88' Nikolić           | Sportski Centar Fss - Nacionalna Kuća Fudbala, Stara Pazova Toeschouwers: 250 Scheidsrechter: Galia Etsjeva |

|                              |              |         |                       |                                                                              |
| 29 november 2015 15.30 (UTC) | Engeland     | 1 – 0   | Bosnië en Herzegovina | Ashton Gate, Bristol Toeschouwers: 13.040 Scheidsrechter: Florence Guillemin |
| 29 november 2015 15.30 (UTC) | J. Scott 69' | Verslag |                       | Ashton Gate, Bristol Toeschouwers: 13.040 Scheidsrechter: Florence Guillemin |

|                                |            |         |                 |                                                                     |
| 30 november 2015 20.00 (UTC+1) | België     | 1 – 1   | Servië          | Den Dreef, Leuven Toeschouwers: 3.650 Scheidsrechter: Marija Kurtes |
| 30 november 2015 20.00 (UTC+1) | Yuceil 17' | Verslag | 39' Damnjanović | Den Dreef, Leuven Toeschouwers: 3.650 Scheidsrechter: Marija Kurtes |

|                            |              |         |            |                                                                               |
| 8 april 2016 19.55 (UTC+1) | Engeland     | 1 – 1   | België     | New York Stadium, Rotherham Toeschouwers: 10.550 Scheidsrechter: Gyöngyi Gaál |
| 8 april 2016 19.55 (UTC+1) | J. Scott 84' | Verslag | 18' Cayman | New York Stadium, Rotherham Toeschouwers: 10.550 Scheidsrechter: Gyöngyi Gaál |

|                             |                       |         |            |                                                                                                |
| 12 april 2016 16.00 (UTC+2) | Bosnië en Herzegovina | 0 – 1   | Engeland   | Nogometni kamp Reprezentacije BiH, Zenica Toeschouwers: 1.500 Scheidsrechter: Simona Ghisletta |
| 12 april 2016 16.00 (UTC+2) |                       | Verslag | 86' Carney | Nogometni kamp Reprezentacije BiH, Zenica Toeschouwers: 1.500 Scheidsrechter: Simona Ghisletta |

|                             |                                                                   |         |         |                                                                      |
| 12 april 2016 20.00 (UTC+2) | België                                                            | 6 – 0   | Estland | Den Dreef, Leuven Toeschouwers: 2.084 Scheidsrechter: Melis Özçiğdem |
| 12 april 2016 20.00 (UTC+2) | Coutereels 11' De Caigny 21', 50' Wullaert 30', 63' Schryvers 67' | Verslag |         | Den Dreef, Leuven Toeschouwers: 2.084 Scheidsrechter: Melis Özçiğdem |

|                           |         |         |                                                           |                                                                          |
| 3 juni 2016 19.00 (UTC+3) | Estland | 0 – 5   | België                                                    | Tamme Staadion, Tartu Toeschouwers: 322 Scheidsrechter: Barbara Poxhofer |
| 3 juni 2016 19.00 (UTC+3) |         | Verslag | 10' (e.d.) Zlidnis 38' Zeler 60' Van Gorp 65', 70' Cayman | Tamme Staadion, Tartu Toeschouwers: 322 Scheidsrechter: Barbara Poxhofer |

|                           |                                                                               |         |        |                                                                              |
| 4 juni 2016 17.30 (UTC+1) | Engeland                                                                      | 7 – 0   | Servië | Adams Park, High Wycombe Toeschouwers: 5.903 Scheidsrechter: Lina Lehtovaara |
| 4 juni 2016 17.30 (UTC+1) | Greenwood 16' Carney 34' (pen.), 60', 64' Daly 43' White 51' Christiansen 52' | Verslag |        | Adams Park, High Wycombe Toeschouwers: 5.903 Scheidsrechter: Lina Lehtovaara |

|                           |         |         |                       |                                                                        |
| 6 juni 2016 19.00 (UTC+3) | Estland | 0 – 1   | Bosnië en Herzegovina | Tamme Staadion, Tartu Toeschouwers: 287 Scheidsrechter: Cristina Bujor |
| 6 juni 2016 19.00 (UTC+3) |         | Verslag | 57' Nikolić           | Tamme Staadion, Tartu Toeschouwers: 287 Scheidsrechter: Cristina Bujor |

|                           |        |         |                                                                               | |
| 7 juni 2016 17.00 (UTC+2) | Servië | 0 – 7   | Engeland                                                                      | Sportski Centar Fss - Nacionalna Kuća Fudbala, Stara Pazova Toeschouwers: 120 Scheidsrechter: Stéphanie Frappart |
| 7 juni 2016 17.00 (UTC+2) |        | Verslag | 13' J. Scott 28' White 41', 46' Davison 53' (e.d.) Damjanović 69', 90' Parris | Sportski Centar Fss - Nacionalna Kuća Fudbala, Stara Pazova Toeschouwers: 120 Scheidsrechter: Stéphanie Frappart |

|                                 |            |         |                                        | |
| 15 september 2016 16.00 (UTC+2) | Servië     | 1 – 3   | België                                 | Sportski Centar Fss - Nacionalna Kuća Fudbala, Stara Pazova Toeschouwers: 200 Scheidsrechter: Efthalia Mitsi |
| 15 september 2016 16.00 (UTC+2) | Tenkov 31' | Verslag | 13' De Caigny 52' Deloose 74' Van Gorp | Sportski Centar Fss - Nacionalna Kuća Fudbala, Stara Pazova Toeschouwers: 200 Scheidsrechter: Efthalia Mitsi |

|                                 |                                               |         |         |                                                                           |
| 15 september 2016 19.05 (UTC+1) | Engeland                                      | 5 – 0   | Estland | Meadow Lane, Nottingham Toeschouwers: 7.052 Scheidsrechter: Vera Opejkina |
| 15 september 2016 19.05 (UTC+1) | Carter 9', 17', 56' J. Scott 13' Carney 90+4' | Verslag |         | Meadow Lane, Nottingham Toeschouwers: 7.052 Scheidsrechter: Vera Opejkina |

|                                 |                              |         |                                       |                                                                                             |
| 20 september 2016 16.00 (UTC+2) | Bosnië en Herzegovina        | 2 – 4   | Servië                                | Nogometni kamp Reprezentacije BiH, Zenica Toeschouwers: 420 Scheidsrechter: Angelika Soeder |
| 20 september 2016 16.00 (UTC+2) | Medić 40' Nikolić 84' (pen.) | Verslag | 9' Slović 48', 69' Tenkov 54' Čubrilo | Nogometni kamp Reprezentacije BiH, Zenica Toeschouwers: 420 Scheidsrechter: Angelika Soeder |

|                                 |        |         |                       |                                                                        |
| 20 september 2016 19.00 (UTC+2) | België | 0 – 2   | Engeland              | Den Dreef, Leuven Toeschouwers: 6.754 Scheidsrechter: Pernilla Larsson |
| 20 september 2016 19.00 (UTC+2) |        | Verslag | 65' Parris 85' Carney | Den Dreef, Leuven Toeschouwers: 6.754 Scheidsrechter: Pernilla Larsson |

### Groep 8
| Pos | Team       | Wed | W | G | V | Ptn | DV | DT | +/− | Kwalificatie |       | Vlag van Noorwegen | Vlag van Oostenrijk | Vlag van Wales | Vlag van Kazachstan | Vlag van Israël |
| --- | ---------- | --- | - | - | - | --- | -- | -- | --- | ------------ | ----- | ------------------ | ------------------- | -------------- | ------------------- | --------------- |
| 1   | Noorwegen  | 8   | 7 | 1 | 0 | 22  | 29 | 2  | +27 | Eindtoernooi |       |                    | 2 – 2               | 4 – 0          | 10 – 0              | 5 – 0           |
| 2   | Oostenrijk | 8   | 5 | 2 | 1 | 17  | 18 | 4  | +14 | Eindtoernooi |       | 0 – 1              |                     | 3 – 0          | 6 – 1               | 4 – 0           |
| 3   | Wales      | 8   | 3 | 2 | 3 | 11  | 13 | 11 | +2  |              |       | 0 – 2              | 0 – 0               |                | 4 – 0               | 3 – 0           |
| 4   | Kazachstan | 8   | 1 | 1 | 6 | 4   | 2  | 30 | −28 |              | 0 – 4 | 0 – 2              | 0 – 4               |                | 1 – 0               |                 |
| 5   | Israël     | 8   | 0 | 2 | 6 | 2   | 2  | 17 | −15 |              | 0 – 1 | 0 – 1              | 2 – 2               | 0 – 0          |                     |                 |

|                                 |            |         |                  |                                                                                               |
| 17 september 2015 15.00 (UTC+6) | Kazachstan | 0 – 2   | Oostenrijk       | Futbol Ortalığı BÏİK Main Field, Şımkent Toeschouwers: 500 Scheidsrechter: Gordana Kuzmanović |
| 17 september 2015 15.00 (UTC+6) |            | Verslag | 45+1', 89' Billa | Futbol Ortalığı BÏİK Main Field, Şımkent Toeschouwers: 500 Scheidsrechter: Gordana Kuzmanović |

|                                 |            |         |                                       |                                                                                          |
| 22 september 2015 14.00 (UTC+6) | Kazachstan | 0 – 4   | Noorwegen                             | Qajymuqan Muńaıtpasov stadıon, Astana Toeschouwers: 180 Scheidsrechter: Simona Ghisletta |
| 22 september 2015 14.00 (UTC+6) |            | Verslag | 19', 27' Ad. Hegerberg 51', 61' Haavi | Qajymuqan Muńaıtpasov stadıon, Astana Toeschouwers: 180 Scheidsrechter: Simona Ghisletta |

|                                 |                                       |         |       |                                                                               |
| 22 september 2015 18.30 (UTC+2) | Oostenrijk                            | 3 – 0   | Wales | NV Arena, Sankt Pölten Toeschouwers: 1.050 Scheidsrechter: Florence Guillemin |
| 22 september 2015 18.30 (UTC+2) | Schiechtl 25' Puntigam 73' Burger 86' | Verslag |       | NV Arena, Sankt Pölten Toeschouwers: 1.050 Scheidsrechter: Florence Guillemin |

|                               |         |       |            |                                                                              |
| 22 oktober 2015 17.00 (UTC+1) | Ierland | 0 – 0 | Kazachstan | Lod Municipal Stadion, Lod Toeschouwers: 100 Scheidsrechter: Ivana Martinčić |
| 22 oktober 2015 17.00 (UTC+1) | Verslag |       |            | Lod Municipal Stadion, Lod Toeschouwers: 100 Scheidsrechter: Ivana Martinčić |

|                               |                                                   |         |       |                                                                                  |
| 23 oktober 2015 17.50 (UTC+2) | Noorwegen                                         | 4 – 0   | Wales | Color Linestadion, Ålesund Toeschouwers: 3.483 Scheidsrechter: Bibiana Steinhaus |
| 23 oktober 2015 17.50 (UTC+2) | Herlovsen 30', 71' Ad. Hegerberg 39' Mjelde 90+3' | Verslag |       | Color Linestadion, Ålesund Toeschouwers: 3.483 Scheidsrechter: Bibiana Steinhaus |

|                               |         |         |              |                                                                                   |
| 25 oktober 2015 17.00 (UTC+1) | Ierland | 0 – 1   | Oostenrijk   | Lod Municipal Stadion, Lod Toeschouwers: 70 Scheidsrechter: Karolina Radzik-Johan |
| 25 oktober 2015 17.00 (UTC+1) |         | Verslag | 48' Prohaska | Lod Municipal Stadion, Lod Toeschouwers: 70 Scheidsrechter: Karolina Radzik-Johan |

|                              |                                |         |            |                                                                                      |
| 26 november 2015 14.00 (UTC) | Wales                          | 4 – 0   | Kazachstan | Bridge Meadow Stadium, Haverfordwest Toeschouwers: 837 Scheidsrechter: Tanja Subotič |
| 26 november 2015 14.00 (UTC) | Harding 48' Ward 60', 62', 83' | Verslag |            | Bridge Meadow Stadium, Haverfordwest Toeschouwers: 837 Scheidsrechter: Tanja Subotič |

|                             |                        |         |                  |                                                                                 |
| 1 december 2015 13.00 (UTC) | Ierland                | 2 – 2   | Wales            | Ramat Ganstadion, Ramat Gan Toeschouwers: 120 Scheidsrechter: Marta Frías Acedo |
| 1 december 2015 13.00 (UTC) | Falkon 25' Shelina 83' | Verslag | 59', 80' Harding | Ramat Ganstadion, Ramat Gan Toeschouwers: 120 Scheidsrechter: Marta Frías Acedo |

|                            |         |         |                   |                                                                             |
| 6 april 2016 15.00 (UTC+1) | Ierland | 0 – 1   | Noorwegen         | Ramat Ganstadion, Ramat Gan Toeschouwers: 192 Scheidsrechter: Sabine Bonnin |
| 6 april 2016 15.00 (UTC+1) |         | Verslag | 25' Ad. Hegerberg | Ramat Ganstadion, Ramat Gan Toeschouwers: 192 Scheidsrechter: Sabine Bonnin |

|                            |                                                                   |         |                  |                                                                       |
| 6 april 2016 18.00 (UTC+2) | Oostenrijk                                                        | 6 – 1   | Kazachstan       | Vorwärts-Stadion, Steyr Toeschouwers: 800 Scheidsrechter: Paula Brady |
| 6 april 2016 18.00 (UTC+2) | Schiechtl 13' Billa 15', 88' Aschauer 18' Zadrazil 32' Burger 36' | Verslag | 79' Kirgizbajeva | Vorwärts-Stadion, Steyr Toeschouwers: 800 Scheidsrechter: Paula Brady |

|                             |            |         |                      |                                                                            |
| 10 april 2016 16.00 (UTC+2) | Oostenrijk | 0 – 1   | Noorwegen            | Vorwärts-Stadion, Steyr Toeschouwers: 1.300 Scheidsrechter: Lorraine Clark |
| 10 april 2016 16.00 (UTC+2) |            | Verslag | 23' (pen.) Mykjåland | Vorwärts-Stadion, Steyr Toeschouwers: 1.300 Scheidsrechter: Lorraine Clark |

|                             |                  |         |                                            |                                                                                                   |
| 12 april 2016 14.00 (UTC+6) | Kazachstan       | 0 – 4   | Wales                                      | Futbol Ortalığı BÏİK Main Field, Şımkent Toeschouwers: 545 Scheidsrechter: Tania Fernandes Morais |
| 12 april 2016 14.00 (UTC+6) | Kirgizbajeva 59' | Verslag | 15', 23' Green 60' (pen.), 81' (pen.) Ward | Futbol Ortalığı BÏİK Main Field, Şımkent Toeschouwers: 545 Scheidsrechter: Tania Fernandes Morais |

|                           |                                |         |         |                                                                                          |
| 2 juni 2016 18.00 (UTC+6) | Kazachstan                     | 1 – 0   | Ierland | Futbol Ortalığı BÏİK Main Field, Şımkent Toeschouwers: 550 Scheidsrechter: Galia Etsjeva |
| 2 juni 2016 18.00 (UTC+6) | Jalova 69' Bortnikova 14', 87' | Verslag |         | Futbol Ortalığı BÏİK Main Field, Şımkent Toeschouwers: 550 Scheidsrechter: Galia Etsjeva |

|                           |                          |         |                            |                                                                        |
| 2 juni 2016 18.05 (UTC+2) | Noorwegen                | 2 – 2   | Oostenrijk                 | Ullevaalstadion, Oslo Toeschouwers: 3.564 Scheidsrechter: Riem Hussein |
| 2 juni 2016 18.05 (UTC+2) | Mjelde 23' Herlovsen 56' | Verslag | 13' Burger 85' Feiersinger | Ullevaalstadion, Oslo Toeschouwers: 3.564 Scheidsrechter: Riem Hussein |

|                           |                                                  |         |         |                                                                                         |
| 6 juni 2016 19.00 (UTC+2) | Oostenrijk                                       | 4 – 0   | Ierland | Waldviertler Volksbank Arena, Horn Toeschouwers: 1.100 Scheidsrechter: Sofia Karagiorgi |
| 6 juni 2016 19.00 (UTC+2) | Burger 4', 19' Barqui 41' (e.d.) Kirchberger 78' | Verslag |         | Waldviertler Volksbank Arena, Horn Toeschouwers: 1.100 Scheidsrechter: Sofia Karagiorgi |

|                           |       |         |                        |                                                                            |
| 7 juni 2016 17.00 (UTC+1) | Wales | 0 – 2   | Noorwegen              | Newport Stadium, Newport Toeschouwers: 703 Scheidsrechter: Zuzana Kováčová |
| 7 juni 2016 17.00 (UTC+1) |       | Verslag | 69', 81' Ad. Hegerberg | Newport Stadium, Newport Toeschouwers: 703 Scheidsrechter: Zuzana Kováčová |

|                                 | |         |            |                                                                      |
| 15 september 2016 17.55 (UTC+2) | Noorwegen | 10 – 0  | Kazachstan | Akerstadion, Molde Toeschouwers: 2.315 Scheidsrechter: Tess Olofsson |
| 15 september 2016 17.55 (UTC+2) | Ad. Hegerberg 8' Herlovsen 10', 12', 79' Reinås 21' Mjelde 23', 45+1' Hansen 29' Isaksen 77' An. Hegerberg 81' | Verslag |            | Akerstadion, Molde Toeschouwers: 2.315 Scheidsrechter: Tess Olofsson |

|                                 |                            |         |         |                                                                       |
| 15 september 2016 19.05 (UTC+1) | Wales                      | 3 – 0   | Ierland | Rodney Parade, Newport Toeschouwers: 683 Scheidsrechter: Eszter Urbán |
| 15 september 2016 19.05 (UTC+1) | Ward 16', 32' Estcourt 59' | Verslag |         | Rodney Parade, Newport Toeschouwers: 683 Scheidsrechter: Eszter Urbán |

|                                 |                                                        |         |         |                                                                             |
| 19 september 2016 17.55 (UTC+2) | Noorwegen                                              | 5 – 0   | Ierland | Høddvollstadion, Ulsteinvik Toeschouwers: 2.326 Scheidsrechter: Paula Brady |
| 19 september 2016 17.55 (UTC+2) | Ad. Hegerberg 43', 48', 52' Bøe Risa 71' Herlovsen 80' | Verslag |         | Høddvollstadion, Ulsteinvik Toeschouwers: 2.326 Scheidsrechter: Paula Brady |

|                                 |         |       |            |                                                                            |
| 20 september 2016 19.00 (UTC+1) | Wales   | 0 – 0 | Oostenrijk | Rodney Parade, Newport Toeschouwers: 705 Scheidsrechter: Eleni Lampadariou |
| 20 september 2016 19.00 (UTC+1) | Verslag |       |            | Rodney Parade, Newport Toeschouwers: 705 Scheidsrechter: Eleni Lampadariou |

### Stand nummers twee
Voor de bepaling van de beste nummers twee werd alleen gekeken naar de resultaten tegen de nummers een, drie en vier, de resultaten tegen de nummers vijf werden niet meegeteld. Hierdoor telden er bij elk land zes gespeelde wedstrijden mee voor de rangschikking. De zes beste nummers twee uit de kwalificatieronde plaatsten zich direct voor het eindtoernooi, de twee andere overgebleven teams speelden in de play-offs om het laatste ticket.
| Pos | Grp | Team       | Wed | W | G | V | Ptn | DV | DT | +/− | Kwalificatie             |
| --- | --- | ---------- | --- | - | - | - | --- | -- | -- | --- | ------------------------ |
| 1   | 1   | Schotland  | 6   | 5 | 0 | 1 | 15  | 16 | 6  | +10 | Eindtoernooi             |
| 2   | 4   | Denemarken | 6   | 4 | 1 | 1 | 13  | 13 | 1  | +12 | Eindtoernooi             |
| 3   | 6   | Italië     | 6   | 4 | 0 | 2 | 12  | 13 | 7  | +6  | Eindtoernooi             |
| 4   | 7   | België     | 6   | 3 | 2 | 1 | 11  | 16 | 5  | +11 | Eindtoernooi             |
| 5   | 8   | Oostenrijk | 6   | 3 | 2 | 1 | 11  | 13 | 4  | +9  | Eindtoernooi             |
| 6   | 5   | Rusland    | 6   | 3 | 1 | 2 | 10  | 12 | 9  | +3  | Eindtoernooi             |
| 7   | 3   | Roemenië   | 6   | 3 | 1 | 2 | 10  | 11 | 8  | +3  | Geplaatst voor play-offs |
| 8   | 2   | Portugal   | 6   | 2 | 1 | 3 | 7   | 6  | 10 | −4  | Geplaatst voor play-offs |

## Play-offs

### Loting
De loting voor de play-offs, om daarmee ook de volgorde van de wedstrijden te bepalen, vond op 23 september 2016 om 14.00 (UTC+2) plaats op het UEFA-hoofdkantoor in Nyon, Zwitserland. De winnaar van de play-offs kwalificeerde zich voor het eindtoernooi. De play-offs werden op 21 en 25 oktober 2016 gespeeld.

### Wedstrijden
| Team 1   | Tot.      | Team 2   | 1e wedstr. | 2e wedstr.   |
| -------- | --------- | -------- | ---------- | ------------ |
| Portugal | (u) 1 – 1 | Roemenië | 0 – 0      | 1 – 1 (n.v.) |

|                               |          |       |          |                                                                                  |
| 21 oktober 2016 18.45 (UTC+1) | Portugal | 0 – 0 | Roemenië | Estádio do Restelo, Lissabon Toeschouwers: 3.415 Scheidsrechter: Katalin Kulcsár |
| 21 oktober 2016 18.45 (UTC+1) | Verslag  |       |          | Estádio do Restelo, Lissabon Toeschouwers: 3.415 Scheidsrechter: Katalin Kulcsár |

|                               |          |              |               |                                                                                                   |
| 25 oktober 2016 18.00 (UTC+3) | Roemenië | 1 – 1 (n.v.) | Portugal      | Dr.-Constantin-Rădulescustadion, Cluj-Napoca Toeschouwers: 7.110 Scheidsrechter: Kateryna Monzoel |
| 25 oktober 2016 18.00 (UTC+3) | Rus 111' | Verslag      | 105+1' Norton | Dr.-Constantin-Rădulescustadion, Cluj-Napoca Toeschouwers: 7.110 Scheidsrechter: Kateryna Monzoel |

Portugal kwalificeerde zich voor het eindtoernooi op basis van het gemaakte uitdoelpunten.

## Doelpuntenmakers
10 doelpunten
- Harpa Þorsteinsdóttir
- Ada Hegerberg
- Jane Ross

8 doelpunten
- Eugénie Le Sommer
- Verónica Boquete

7 doelpunten
- Pernille Harder
- Nadia Nadim
- Dagný Brynjarsdóttir
- Isabell Herlovsen
- Helen Ward
- Ana-Maria Crnogorčević

6 doelpunten
- Milena Nikolić
- Sanne Troelsgaard Nielsen
- Karen Carney
- Danielle Carter
- Cristiana Girelli
- Cláudia Neto
- Joanne Love
- Sonia Bermúdez
- Fabienne Humm

5 doelpunten
- Alexandra Popp
- Jill Scott
- Rannvá Andreasen
- Zsanett Jakabfi
- Áine O'Gorman
- Stephanie Roche
- Margrét Lára Viðarsdóttir
- Ilaria Mauro
- Daryna Apanastsjenko
- Nina Burger
- Kim Little
- Tjaša Tibaut
- Victoria Losada

4 doelpunten
- Janice Cayman
- Tessa Wullaert
- Heidi Sevdal
- Clarisse Le Bihan
- Chatia Ttsjkonia
- Maren Mjelde
- Nicole Billa
- Edite Fernandes
- Ștefania Vătafu
- Lara Prašnikar
- Jennifer Hermoso
- Alèxia Putellas
- Amanda Sampedro
- Lucie Voňková
- Joelia Slesartsjik
- Ramona Bachmann

3 doelpunten
- Tine De Caigny
- Aline Zeler
- Pauline Bremer
- Isabel Kerschowski
- Leonie Maier
- Anja Mittag
- Nikita Parris
- Emmi Alanen
- Linda Sällström
- Marie-Laure Delie
- Kheira Hamraoui
- Tatiana Matveeva
- Lela Tsjitsjinadze
- Louise Quinn
- Fanndís Friðriksdóttir
- Raffaella Manieri
- Daniela Sabatino
- Maja Joščak
- Liene Vāciete
- Ylenia Carabott
- Dorianne Theuma
- Claudia Chiper
- Rachel Furness
- Katarzyna Daleszczyk
- Rachel Corsie
- Jelena Čubrilo
- Mirela Tenkov
- Barbara Kralj
- Dana Fecková
- Virginia Torrecilla
- Natasha Harding
- Kosovare Asllani
- Fridolina Rolfö
- Lara Dickenmann
- Martina Moser

2 doelpunten
- Julie Biesmans
- Maud Coutereels
- Elke Van Gorp
- Johanna Rasmussen
- Melanie Behringer
- Sara Däbritz
- Lena Goeßling
- Mandy Islacker
- Lina Magull
- Izzy Christiansen
- Gemma Davison
- Fran Kirby
- Ellen White
- Jenny Danielsson
- Natalia Kuikka
- Élise Bussaglia
- Jessica Houara
- Amel Majri
- Danai-Eleni Sidira
- Hallbera Guðný Gísladóttir
- Barbara Bonansea
- Kristina Šundov
- Eli Jakovska
- Rachel Cuschieri
- Ludmila Andone
- Avilla Bergin
- Marissa Callaghan
- Simone Magill
- Emilie Haavi
- Olga Bojtsjenko
- Katharina Schiechtl
- Dominika Grabowska
- Ewa Pajor
- Dolores Silva
- Adina Giurgiu
- Alexandra Lunca
- Andreea Voicu
- Jelena Danilova
- Nadezjda Karpova
- Jekaterina Pantjoechina
- Jelena Terechova
- Lisa Evans
- Caroline Weir
- Kaja Eržen
- Mateja Zver
- Alexandra Bíróová
- Jana Vojteková
- Irene Paredes
- Irena Martínková
- Lucie Martínková
- Kayleigh Green
- Jekaterina Avchimovitsj
- Emilia Appelqvist
- Pauline Hammarlund
- Lotta Schelin
- Olivia Schough
- Vanessa Bernauer
- Rahel Kiwic
- Meriame Terchoun

1 doelpunt
- Saranda Hashani
- Kujtime Kurbogaj
- Furtuna Velaj
- Marina Fernández
- Bibiana Gonçalves
- Alba López
- Cécile De Gernier
- Laura Deloose
- Audrey Demoustier
- Tine Schryvers
- Sara Yuceil
- Merjema Medić
- Antonela Radeljić
- Kathrin Hendrich
- Tabea Kemme
- Simone Laudehr
- Melanie Leupolz
- Dzsenifer Marozsán
- Lena Petermann
- Rachel Daly
- Alex Greenwood
- Jo Potter
- Lív Arge
- Fríðrún Danielsen
- Milja Simonsen
- Sanni Franssi
- Nora Heroum
- Emma Koivisto
- Ria Öling
- Maija Saari
- Sanna Saarinen
- Camille Abily
- Charlotte Bilbault
- Goelnara Gabelia
- Natia Schirtladze
- Sophia Koggouli
- Vassiliki Kydonaki
- Eleni Markou
- Dimitra Panteliadou
- Veatriki Sarri
- Erika Szuh
- Fanny Vágó
- Dóra Zeller
- Megan Connolly
- Ruesha Littlejohn
- Denise O'Sullivan
- Fiona O'Sullivan
- Sara Björk Gunnarsdóttir
- Elín Metta Jensen
- Sandra Jessen
- Hólmfríður Magnúsdóttir
- Glódís Perla Viggósdóttir
- Lee Falkon
- Rachel Shelina Israel
- Elisa Bartoli
- Valentina Cernoia
- Melania Gabbiadini
- Manuela Giugliano
- Alia Guagni
- Alice Parisi
- Daniela Stracchi
- Maria Jalova
- Begajm Kirgizbajeva
- Mateja Andrlić
- Iva Landeka
- Martina Šalek
- Renāte Fedotova
- Sandra Voitāne
- Sonata Vanagaitė
- Jessica Birkel
- Simona Krstanovska
- Gentjana Roki
- Martina Borg
- Elena Porojniuc
- Slađana Bulatović
- Armisa Kuč
- Julie Nelson
- Vilde Bøe Risa
- Caroline Graham Hansen
- Andrine Hegerberg
- Ingvild Isaksen
- Lene Mykjåland
- Stine Reinås
- Ia Androesjtsjak
- Jana Kalinina
- Tetjana Kozyrenko
- Darja Kravets
- Olga Ovditsjoek
- Tetjana Romanenko
- Verena Aschauer
- Laura Feiersinger
- Virginia Kirchberger
- Nadine Prohaska
- Sarah Puntigam
- Sarah Zadrazil
- Natalia Chudzik
- Agnieszka Winczo
- Ana Borges
- Carole Costa
- Carolina Mendes
- Mara Bâtea
- Andreea Corduneanu
- Cosmina Dușa
- Maria Ficzay
- Lidia Havriștiuc
- Laura Rus
- Florentina Spânu
- Jekaterina Dmitrenko
- Anna Kozjnikova
- Darja Makarenko
- Jekaterina Sotsjnjova
- Margarita Tsjernomyrdina
- Jennifer Beattie
- Hayley Lauder
- Jovana Damnjanović
- Milica Mijatović
- Marija Radojičić
- Violeta Slović
- Kristina Erman
- Lara Ivanuša
- Evelina Kos
- Manja Rogan
- Patrícia Fischerová
- Patrícia Hmírová
- Lucia Ondrušová
- Dominika Škorvánková
- Marta Corredera
- Marta Torrejón
- Eva Bartoňová
- Klára Cahynová
- Jitka Chlastáková
- Kateřina Svitková
- Ece Türkoğlu
- Yağmur Uraz
- Charlie Estcourt
- Anastasia Linnik
- Elvira Oerazajeva
- Anastasia Sjoeppo
- Anastasia Sjtsjerbatsjenia
- Emma Berglund
- Stina Blackstenius
- Malin Diaz
- Lina Hurtig
- Amanda Ilestedt
- Caroline Seger
- Linda Sembrant
- Vanessa Bürki
- Barla Deplazes
- Florijana Ismaili
- Rachel Rinast

Eigen doelpunt
- Arbiona Bajraktari (tegen Oekraïne)
- Marigona Zani (tegen Griekenland)
- Nikolina Dijaković (tegen België)
- Inna Zlidnis (tegen België)
- Natia Schirtladze (tegen Zwitserland)
- Ana Zachajdze (tegen Tsjechië)
- Evelin Mosdóczi (tegen Turkije)
- Viktória Szabó (tegen Duitsland)
- Sophie Perry (tegen Spanje)
- Maya Barqui (tegen Oostenrijk)
- Sandra Žigić (tegen Rusland)
- Ieva Bidermane (tegen Luxemburg)
- Ana Arnautu (tegen Polen)
- Natalia Munteanu (tegen Zweden)
- Tatjana Djurković (tegen Finland)
- Darja Kravets (tegen Griekenland)
- Iryna Vasyljoek (tegen Frankrijk)
- Ksenia Tsyboetovitsj (tegen Duitsland)
- Nevena Damjanović (tegen Engeland)
- Anastasia Linnik (tegen Slovenië)